# SSV Jahn Regensburg
Der SSV Jahn Regensburg (Sport- und Schwimmverein Jahn Regensburg e. V.) ist ein Fußballverein aus der bayerischen Stadt Regensburg. Der Verein entstand im Jahr 2000 durch Herauslösung aus dem Mutterverein SSV Jahn 1889 Regensburg, der seitdem keine Fußballabteilung mehr besitzt. Er basiert auf dem 1886 entstandenen Turnerbund Jahn Regensburg und wurde nach Friedrich Ludwig Jahn benannt, dem Initiator der deutschen Turnbewegung. Derzeit hat der SSV Jahn 5000 Mitglieder (Stand: Februar 2024). Die Vereinsfarben sind Weiß-Rot.
Die erste und zweite Mannschaft sowie die A-Junioren (U19) sind seit Mai 2009 in die SSV Jahn Regensburg GmbH & Co. KGaA ausgegliedert. Ihre Aktien werden zu 90 Prozent vom Verein und zu zehn Prozent von diversen Investoren gehalten. Die zur Geschäftsführung berechtigte und voll haftende Komplementärin ist die SSV Jahn 2000 GmbH Marketing und Verwaltung, deren Anteile vollständig vom Verein gehalten werden.
Die erste Mannschaft, auch Jahnelf genannt, spielt in der 3. Liga.

## Geschichte

### Allgemeines und Name

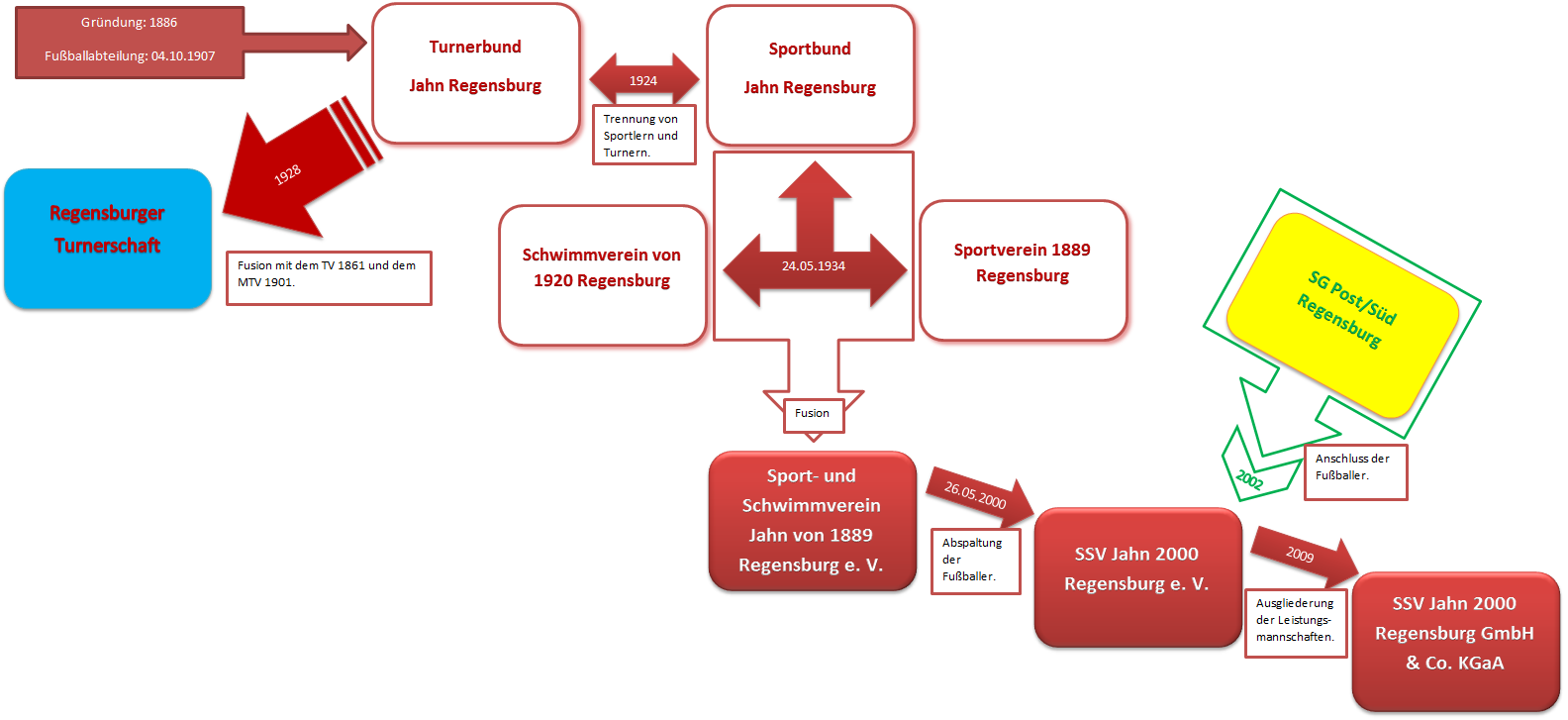
Die Jahn-Fußballer spielten seit 1907 unter dem Dach diverser Vereine

Die Fußballer von Jahn Regensburg spielten im Laufe der Geschichte unter dem Dach verschiedener Vereine. Der heutige Sport- und Schwimmverein Jahn Regensburg ist ein Fußballverein, in dem alle Jugendmannschaften unterhalb der U-19-Junioren organisiert sind. Dieser basiert auf dem 1886 gegründeten Turnerbund Jahn Regensburg, in dem sich 1907 die Fußballabteilung gründete. Diese trennte sich 1924 zusammen mit den Leichtathleten von den Turnern und setzte den Spielbetrieb als Sportbund Jahn Regensburg fort. 1934 fusionierte der SB Jahn mit dem Sportverein von 1889 Regensburg und dem Schwimmverein von 1920 Regensburg zum Sport- und Schwimmverein Jahn von 1889 Regensburg. 2000 spaltete sich die Fußballabteilung vom Hauptverein ab und wurde als SSV Jahn 2000 Regensburg selbständig, der Mutterverein existiert als Sportverein mit acht Abteilungen bis heute. 2002 schloss sich die Fußballabteilung der SG Post/Süd Regensburg dem SSV Jahn 2000 an. 2009 wurden die Profis, die U-21 und die U-19 in die SSV Jahn 2000 Regensburg GmbH & Co. KGaA ausgegliedert. 2016 wurde die Jahreszahl aus dem Namen gestrichen. Der Fußballverein heißt seitdem SSV Jahn Regensburg e. V., die Kapitalgesellschaft SSV Jahn Regensburg GmbH & Co. KGaA.

### 1907 bis 1926

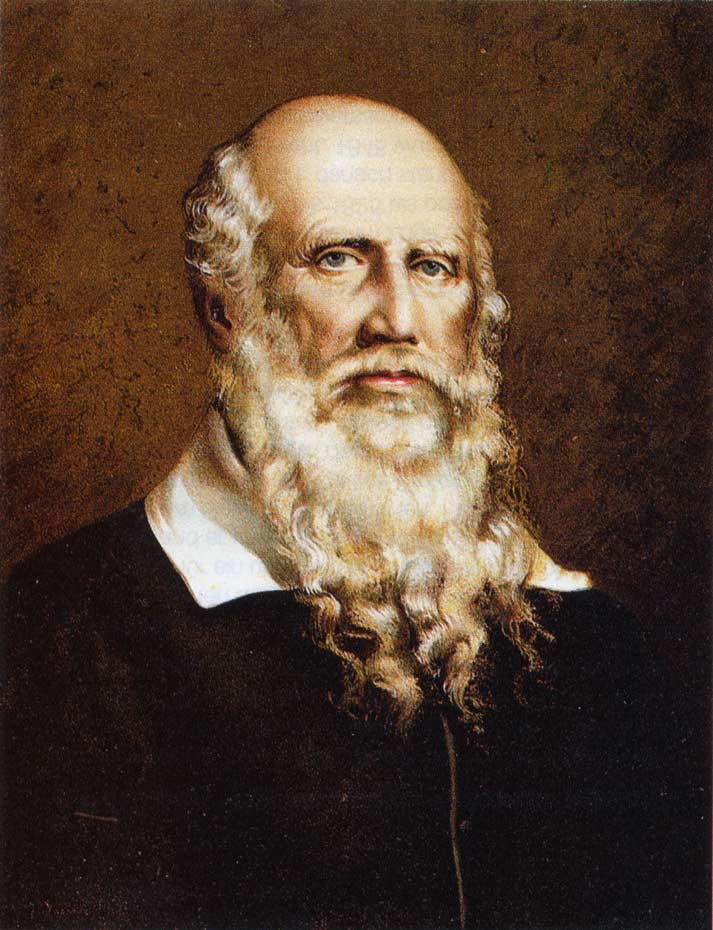
Friedrich Ludwig Jahn wurde 1886 Namenspatron des Turnerbundes

Im TB Jahn Regensburg gab es noch keine Fußballabteilung. Im Frühjahr 1907 wurde dem Verein offiziell gestattet, eine Fußballmannschaft aufzubauen. Bei der offiziellen Gründungsversammlung im Café Union waren 16 Männer anwesend.

„Ziel und Zweck der Abteilung war die Pflege des Fußballsports im Rahmen der allgemeinen Leibesübungen und Pflege der Geselligkeit und Kameradschaft. Der Zutritt zu unserer Abteilung war für alle Volksschichten offen und stand außerhalb jeder politischen Strömung.“

Im Januar 1908 wurde der Jahn in den Süddeutschen Fußballverband aufgenommen, im folgenden Herbst stand die Punktspielpremiere in der C-Klasse des Bayerischen Ostkreises auf dem Programm, bei denen unter anderem erstmals auch der Rivale Turnverein 1861 Regensburg Gegner war; das erste Regensburger Derby endete mit einer 3:5-Niederlage des TB. Schon 1911 kam es zu einer entscheidenden Veränderung im Auftreten der Jahn-Fußballer: Statt der traditionellen schwarz-rot-goldenen Farben der Turnbewegung liefen sie ab dem 20. Oktober im Weiß-Rot der Stadt Regensburg auf – bis heute die Farben des Vereins. 1916, mitten im Ersten Weltkrieg, wurde der Turnerbund erstmals vor dem Turnverein Gaumeister, nach dem Krieg liefen die Rot-Weißen den Rot-Blauen dann dauerhaft den Rang als Regensburgs bester Fußballverein ab. 1921 stieg der Jahn als erstes Team der Region in die südbayerische Kreisliga auf – die damals höchste Liga. Und der Jahn sorgte gleich in seiner Premierensaison für Furore, belegte hinter dem FC Bayern und dem TSV 1860 München Rang drei. Nach dem fünften Platz in der Folgesaison stand allerdings schon wieder der Abstieg, da die jeweils vier besten Kreisligisten aus der Nord- und Südstaffel erstmals eine bayernweite Bezirksliga gründeten.
| Saison        | Liga                    | Klasse | Platz | Tore  | Punkte | Ergebnis |
| ------------- | ----------------------- | ------ | ----- | ----- | ------ | -------- |
| 1916/17       | Gauliga Oberpfalz       | II     | 01.   |       |        |          |
| 1917/18       | Gauliga Oberpfalz       | II     | 02.   |       |        |          |
| Frühjahr 1919 | Gauliga Oberpfalz       | II     | 01.   | 11:03 | 12:0   |          |
| Herbst 1919   | Gauliga Oberpfalz       | II     | 01.   | 35:11 | 13:01  |          |
| Frühjahr 1919 | Gauliga Oberpfalz       | II     | 01.   |       |        |          |
| 1920/21       | Gauliga Oberpfalz       | II     | 02.   |       |        | Aufstieg |
| 1921/22       | Kreisliga Südbayern     | I      | 03.   | 32:26 | 15:13  |          |
| 1922/23       | Kreisliga Südbayern     | I      | 05.   | 31:46 | 10:18  | Abstieg  |
| 1923/24       | Kreisliga Nordostbayern | II     | 02.   |       |        |          |
| 1924/25       | Kreisliga Nordostbayern | II     | 02.   |       |        |          |
| 1925/26       | Kreisliga OPf./Ndb.     | II     | 01.   |       |        |          |

Im Zuge der organisatorischen Trennung von Sportlern und Turnern, der Reinlichen Scheidung, gingen die Fußballer und die Turner ab 1923 getrennte Wege. Zusammen mit der Leichtathletikabteilung gingen die Fußballer ab dem 28. Februar 1924 mit neuem Namen als Sportbund Jahn Regensburg an den Start. Mit dem Umzug an die Prüfeninger Straße erfolgte 1926 ein weiterer Meilenstein im Jahn-Fußball: Nachdem die Jahnelf in ihren ersten Jahren auf dem Sportplatz der Oberrealschule (dem heutigen Goethe-Gymnasium) gespielt hatte, war ab 1912 der Jahnplatz an der Dechbettener Straße Heimspielort. Doch 1923 wurde dem Verein der Platz gekündigt. Grund war, dass der Vermieter offenbar nicht mehr leiden konnte, wenn „sich zur Kirchenzeit Männer mit nackten Knien auf seinem Gelände tummelten.“ Ein Standort am Oberen Wöhrd sowie das Gelände des 1. FC Regensburg waren für kurze Zeit Spielstätte, 1926 schließlich pachtete der SB Jahn das Gelände gegenüber der Oberrealschule, das am 19. September mit einem 7:0-Sieg über den 1. FC Passau offiziell eingeweiht wurde und für 89 Jahre die Heimat des Regensburger Fußballs sein sollte.

### 1926 bis 1945
1926/27 gelang der Jahnelf die Rückkehr in die erste Liga. Nachdem die Regensburger schon von 1921 bis 1923 in der südbayerischen Kreisliga erstklassig gespielt hatten, stiegen sie mit Hans Jakob im Tor in die Bezirksliga auf. Neben dem Torhüter, der sich 1924 dem frisch gegründeten Sportbund anschloss und 1926 18-jährig zum Stammtorhüter der ersten Mannschaft berufen wurde, war der österreichische Trainer Gustav Lanzer wichtiger Bestandteil des Aufstiegs. Lanzer war zuvor mit Austria Wien Meister und Pokalsieger geworden. In der Debütsaison 1927/28 erreichte der SB Jahn Platz vier. Auch die folgenden Jahre waren äußerst erfolgreich, in den nächsten vier Spielzeiten landete der SB Jahn Regensburg stets unter den ersten fünf. Mit Platz zwei in der Saison 1929/30 qualifizierte sich die Mannschaft um Jakob sogar erstmals für die Endrunde um die Süddeutsche Meisterschaft, wo es auch zu den ersten Pflichtspielen mit dem (damaligen) Rekordmeister 1. FC Nürnberg kam. Am 9. Februar 1930 konnte die Jahnelf den Club vor 8.000 Zuschauer am Jahn-Platz besiegen, was mit ein Anstoß für den Bau einer Tribüne war – das Jahnstadion war bald geboren.
Während dieser Endrunde wurde Jahns Torhüter Hans Jakob von Reichstrainer Otto Nerz entdeckt und Ende 1930 erstmals in die Nationalmannschaft berufen. Jakob feierte am 2. November beim 1:1 gegen Norwegen sein Debüt, es war das erste von insgesamt 38 Länderspielen für Deutschland bis 1939. Bis 1967, als er von Hans Tilkowski abgelöst wurde, war Jakob Rekordtorhüter der Nationalmannschaft.
Ab 1933, mit der Machtergreifung der Nationalsozialisten, gab es erneut Veränderungen im Jahn-Fußball. Zum einen wurden die Regensburger zur Saison 1933/34 in die neue Gauliga Bayern eingestuft. Zum anderen änderte sich zum zweiten Mal die Form des Vereins. Durch die von den Nationalsozialisten assoziierten Gründung sogenannter 'Großvereine' fusionierte der Sportbund Jahn am 24. Mai 1934 mit dem Schwimmverein von 1920 und dem Sportverein von 1889 zum Sport- und Schwimmverein von 1889 Jahn Regensburg. Der neue SSV Jahn musste 1935 den Abstieg in die Bezirksliga hinnehmen, konnte zwei Jahre später aber wieder in die erste Liga zurückkehren, in der die Regensburger dann unter Spielertrainer Hans Jakob bis zum Kriegsende mit Spitzenpositionen bleiben konnten. Der Spielbetrieb während des Zweiten Weltkriegs konnte bis in den Sommer 1944 aufrechterhalten werden.

### 1945 bis 1996
| Saison  | Liga              | Klasse | Platz | Tore   | Punkte | Ergebnis | Zuschauer |
| ------- | ----------------- | ------ | ----- | ------ | ------ | -------- | --------- |
| 1945/46 | Bayernliga        | II     | 02.   | 47:28  | 24:08  |          |           |
| 1946/47 | Bayernliga Süd    | II     | 04.   | 62:29  | 28:12  |          |           |
| 1947/48 | Bayernliga Süd    | II     | 02.   | 90:26  | 39:09  |          |           |
| 1948/49 | Bayernliga        | II     | 01.   | 94:31  | 52:08  | Aufstieg |           |
| 1949/50 | Oberliga Süd      | I      | 15.   | 49:66  | 22:38  | Abstieg  | 16.933    |
| 1950/51 | 2. Liga Süd       | II     | 03.   | 58:38  | 40:28  |          |           |
| 1951/52 | 2. Liga Süd       | II     | 08.   | 67:54  | 37:31  |          |           |
| 1952/53 | 2. Liga Süd       | II     | 01.   | 79:36  | 46:22  | Aufstieg |           |
| 1953/54 | Oberliga Süd      | I      | 06.   | 42:48  | 33:27  |          | 14.067    |
| 1954/55 | Oberliga Süd      | I      | 14.   | 47:85  | 26:34  |          | 09.300    |
| 1955/56 | Oberliga Süd      | I      | 10.   | 41:51  | 28:32  |          | 10.400    |
| 1956/57 | Oberliga Süd      | I      | 09.   | 46:73  | 27:33  |          | 07.600    |
| 1957/58 | Oberliga Süd      | I      | 15.   | 29:79  | 17:43  | Abstieg  | 06.300    |
| 1958/59 | 2. Liga Süd       | II     | 07.   | 54:55  | 37:31  |          |           |
| 1959/60 | 2. Liga Süd       | II     | 02.   | 64:37  | 44:24  | Aufstieg |           |
| 1960/61 | Oberliga Süd      | I      | 16.   | 27:107 | 11:49  | Abstieg  | 06.900    |
| 1961/62 | 2. Liga Süd       | II     | 15.   | 55:73  | 28:40  |          |           |
| 1962/63 | 2. Liga Süd       | II     | 13.   | 44:72  | 30:38  | Abstieg  |           |
| 1963/64 | Bayernliga        | III    | 02.   | 55:38  | 44:24  |          |           |
| 1964/65 | Bayernliga        | III    | 17.   | 48:85  | 22:46  | Abstieg  |           |
| 1965/66 | Landesliga Mitte  | IV     | 01.   | 90:33  | 51:17  | Aufstieg |           |
| 1966/67 | Bayernliga        | III    | 01.   | 75:35  | 51:21  | Aufstieg |           |
| 1967/68 | Regionalliga Süd  | II     | 15.   | 37:77  | 22:46  |          | 08.063    |
| 1968/69 | Regionalliga Süd  | II     | 05.   | 54:38  | 37:31  |          | 09.324    |
| 1969/70 | Regionalliga Süd  | II     | 10.   | 61:59  | 35:41  |          | 08.053    |
| 1970/71 | Regionalliga Süd  | II     | 05.   | 65:64  | 41:31  |          | 08.111    |
| 1971/72 | Regionalliga Süd  | II     | 16.   | 47:63  | 31:41  |          | 07.833    |
| 1972/73 | Regionalliga Süd  | II     | 11.   | 53:53  | 33:35  |          | 05.682    |
| 1973/74 | Regionalliga Süd  | II     | 18.   | 39:77  | 17:51  | Abstieg  | 05.371    |
| 1974/75 | Bayernliga        | III    | 1.    | 78:24  | 53:15  | Aufstieg |           |
| 1975/76 | 2. Bundesliga Süd | II     | 17.   | 48:74  | 30:46  |          | 04.649    |
| 1976/77 | 2. Bundesliga Süd | II     | 19.   | 42:87  | 19:57  | Abstieg  | 03.588    |
| 1977/78 | Bayernliga        | III    | 17.   | 29:63  | 24:44  | Abstieg  |           |
| 1978/79 | Landesliga Mitte  | IV     | 05.   | 53:40  | 39:29  |          |           |
| 1979/80 | Landesliga Mitte  | IV     | 03.   | 71:46  | 41:27  |          |           |
| 1980/81 | Landesliga Mitte  | IV     | 03.   | 59:53  | 39:29  |          |           |
| 1981/82 | Landesliga Mitte  | IV     | 03.   | 64:48  | 40:28  |          |           |
| 1982/83 | Landesliga Mitte  | IV     | 01.   | 76:34  | 49:19  | Aufstieg |           |
| 1983/84 | Bayernliga        | III    | 08.   | 59:56  | 42:34  |          | 4.058     |
| 1984/85 | Bayernliga        | III    | 12.   | 56:64  | 30:38  |          | 1.402     |
| 1985/86 | Bayernliga        | III    | 05.   | 65:47  | 44:24  |          | 1.918     |
| 1986/87 | Bayernliga        | III    | 13.   | 44:50  | 33:39  |          | 1.597     |
| 1987/88 | Bayernliga        | III    | 14.   | 42:58  | 29:35  | Abstieg  |           |
| 1988/89 | Landesliga Mitte  | IV     | 07.   | 54:42  | 40:32  |          |           |
| 1989/90 | Landesliga Mitte  | IV     | 01.   | 67:28  | 49:15  | Aufstieg |           |
| 1990/91 | Bayernliga        | III    | 11.   | 55:53  | 30:34  |          | 1.938     |
| 1991/92 | Bayernliga        | III    | 05.   | 57:44  | 40:24  |          | 1.706     |
| 1992/93 | Bayernliga        | III    | 11.   | 42:54  | 27:37  |          | 1.841     |
| 1993/94 | Bayernliga        | III    | 16.   | 29:76  | 19:45  | Abstieg  | 838       |
| 1994/95 | Bayernliga        | IV     | 08.   | 52:50  | 33:35  |          | 815       |
| 1995/96 | Bayernliga        | IV     | 18.   | 38:73  | 29     | Abstieg  | 568       |

Nach dem Zweiten Weltkrieg pendelte der SSV Jahn Regensburg zwischen Oberliga und II. Division. Schon im Sommer 1945 rollte wieder der Ball an der Prüfeninger Straße, am 2. Dezember gab es das erste Punktspiel. Allerdings trat der SSV nicht wie erwartet in der neugegründeten Oberliga, sondern nur in der zweitklassigen Bayernliga an. Zwar wären die letzten Platzierungen in der Gauliga für einen erneuten Platz in der Erstklassigkeit ausreichend gewesen, doch man wollte die neue Liga mit Teams aus den Ballungsräumen besetzen und nicht mit einem Verein aus der „Oberpfälzer Provinz“. 1947 konnte dennoch schon ein erster Nachkriegserfolg gefeiert werden; die Jahnelf holte mit einem 2:1 im Finale in Landshut gegen den MTV Ingolstadt den Bayerischen Landespokal.
Es dauerte vier Jahre, bis der Jahn schließlich in der Oberliga landete. Bis zum Schluss lieferten sich die Regensburger einen Titelkampf mit der SpVgg Fürth, den sie, auch dank eines 2:1-Erfolges im ausverkauften Ronhof, am Ende für sich entschieden und sich nach der Meisterschaft in der Saison 1948/49 auch in der Relegationsrunde gegen Hessen Kassel, den VfL Neckarau und die SG 07 Untertürkheim durchsetzen konnten.
1949/50, 1953 bis 1958 und 1960/61 gehörte der Jahn jeweils der höchsten Spielklasse, der Südstaffel der damals fünfgleisigen Fußball-Oberliga, an. Von 1954 bis 1957 übernahm die österreichische Fußballerlegende Josef „Pepi“ Uridil als Nachfolger seines Landsmannes Franz „Bimbo“ Binders den Trainerposten beim SSV Jahn Regensburg. Die beste Platzierung war 1954 Rang 8. Sowohl heutige Spitzenteams wie Bayern München, der VfB Stuttgart oder der 1. FC Nürnberg, als auch heute nur noch im Amateurfußball aktive Vereine wie der VfR Mannheim, Viktoria Aschaffenburg oder der TSV Schwaben Augsburg gehörten damals zu den regelmäßigen Gegnern der Oberpfälzer.
1960/61 stieg man letztmalig aus der höchsten Spielklasse ab.
Von 1967 bis 1974 (Regionalliga Süd) sowie von 1975 bis 1977 (2. Bundesliga Süd) war die Mannschaft jeweils zweitklassig. Von 1968 bis 1970 und von 1973 bis 1975 wurde die Mannschaft von der Dortmunder Fußballikone Aki Schmidt (276 Spiele für die Borussen in den 50er und 60er Jahren) trainiert. 1969 klopfte der Jahn unter Schmidt kurzzeitig an das Tor zur Fußball-Bundesliga und wurde am Ende Fünfter in der damals zweitklassigen Regionalliga Süd. Diese Platzierung konnte man 1970/71 wiederholen.
Die 1980er und 1990er Jahre verbrachte der Verein dann größtenteils in der Dritt- und Viertklassigkeit.
1990 kehrte Aki Schmidt nach 15 Jahren Trainerabstinenz zurück in die Domstadt, und trainierte den Verein bis 1992, sowie dann noch einmal von 1993 bis 1994. 1990 stieg der Jahn unter Schmidt von der damals viertklassigen Landesliga Mitte in die drittklassige Bayernliga auf, wo man sich unter seiner Regie auch halten konnte. Aufgrund seiner Erfolge (gute Ergebnisse in der Regionalliga Süd, Aufstieg in die 2. Bundesliga Süd 1975 und Aufstieg in die Bayernliga 1990) sowie seiner großen Popularität in Stadt und Region wurde Aki Schmidt 2007 zum Jahrhundertrainer des SSV Jahn Regensburg gewählt und ging damit sowohl in Dortmund, als auch in Regensburg prägend in die Fußballgeschichte ein.

### 1996 bis 2008
| Saison  | Liga             | Klasse | Platz | Tore  | Punkte | Ergebnis                  | Zuschauer |
| ------- | ---------------- | ------ | ----- | ----- | ------ | ------------------------- | --------- |
| 1996/97 | Landesliga Mitte | V      | 03.   | 78:36 | 70     |                           |           |
| 1997/98 | Landesliga Mitte | V      | 03.   | 82:52 | 63     |                           |           |
| 1998/99 | Landesliga Mitte | V      | 01.   | 84:27 | 66     | Aufstieg                  |           |
| 1999/00 | Bayernliga       | IV     | 01.   | 85:38 | 74     | Aufstieg                  | 1.660     |
| 2000/01 | Regionalliga Süd | III    | 12.   | 57:62 | 43     |                           | 3.733     |
| 2001/02 | Regionalliga Süd | III    | 03.   | 57:40 | 58     |                           | 3.694     |
| 2002/03 | Regionalliga Süd | III    | 02.   | 66:25 | 73     | Aufstieg                  | 5.105     |
| 2003/04 | 2. Bundesliga    | II     | 16.   | 37:51 | 39     | Abstieg                   | 7.924     |
| 2004/05 | Regionalliga Süd | III    | 08.   | 47:46 | 48     |                           | 2.100     |
| 2005/06 | Regionalliga Süd | III    | 17.   | 37:48 | 32     | Abstieg                   | 1.923     |
| 2006/07 | Bayernliga       | IV     | 01.   | 84:38 | 77     | Aufstieg                  | 1.797     |
| 2007/08 | Regionalliga Süd | III    | 09.   | 40:48 | 47     | Qualifikation zur 3. Liga | 3.080     |

Am 1. Juni 1996 war der absolute Tiefpunkt der Vereinsgeschichte erreicht. Zum ersten Mal war der Jahn in die inzwischen fünftklassige Landesliga abgestiegen, nach dem Aufstieg des Lokalrivalen SG Post/Süd Regensburg in die Bayernliga war der Verein nur mehr die Nummer 2 der Stadt.
Neben dem strukturellen und wirtschaftlichen war auch ein sportlicher Neuanfang nötig geworden. Mit Josef Schuderer wurde ein Trainer an die Prüfeninger Straße geholt, der sieben Jahre zuvor schon einmal mit dem Jahn aufgestiegen war. Und es sah auch gut aus, was den sofortigen Wiederaufstieg betraf; nach der Hauptrunde war man Dritter in der Landesliga Mitte, punktgleich mit dem Tabellenzweiten SC 04 Schwabach. Nach einem Entscheidungsspiel gegen die Mittelfranken (3:2) qualifizierte sich der SSV für die Relegation. Im ersten Spiel konnte der Bayernliga-15. SpVgg Bayreuth mit 2:1 bezwungen werden. Landesliga-Süd-Teilnehmer TSV Landsberg erwies sich im zweiten Spiel aber als zu stark; trotz Führung unterlagen die Rothosen mit 1:4 – Landsberg stieg auf.
Auch im zweiten Jahr der Fünftklassigkeit wurde der Aufstieg nicht geschafft. Schuderer wurde nach einer Negativserie durch Günter Brandl ersetzt, doch mehr als Platz 3 war auch in dieser Saison nicht drin. Im dritten Anlauf wollte man auf Nummer sicher gehen. Von der SG Post/Süd wurde nach deren verpatztem Regionalliga-Aufstieg Manager Karl Viertler und Trainer Karsten Wettberg (zunächst als Sportdirektor) losgeeist, zudem sieben Stammspieler. Zunächst sollte Spielertrainer Roland Seitz den Jahn wieder nach oben führen, doch schon nach ein paar erfolglosen Wochen übernahm Wettberg das Training und diesmal sollte es klappen: zehn Siege in Folge gipfelten am 29. Mai 1999 im 6:0 gegen den ASV Neumarkt und im Aufstieg in die Bayernliga.
Der SSV Jahn blieb erfolgreich mit Wettberg, gleich im nächsten Jahr gelang als Aufsteiger der souveräne und ungefährdete Meistertitel in der Bayernliga. Um nun den Durchmarsch in die Regionalliga Süd zu schaffen, mussten vier Relegationsspiele gegen den SV Sandhausen (Meister Oberliga Baden-Württemberg) und den FSV Frankfurt (Regionalliga-14.) ausgetragen werden. Da im Europapokal-Modus zunächst Sandhausen (2:3 im Hardtwaldstadion, 4:2 im Jahnstadion) und schließlich auch der FSV (3:1, 3:2) bezwungen werden konnte, stieg der Jahn 2000 als einziger Verein in die neugestaltete zweigleisige Regionalliga auf. Bereits im Mai 2000 beschlossen die Verantwortlichen, die Fußballabteilung aus dem Hauptverein SSV Jahn 1889 Regensburg herauszulösen – der SSV Jahn 2000 Regensburg war geboren.
In ihrer ersten Regionalliga-Saison gelang den Regensburgern trotz mehrerer Ausfälle von Leistungsträgern der Klassenerhalt. Trainer Wettberg wurde im Laufe der Saison jedoch durch den Mannheimer Günter Sebert ersetzt. Bereits in der nächsten Spielzeit konnte der Jahn oben angreifen und landete knapp hinter Wacker Burghausen und Eintracht Trier auf Rang 3.
Die Saison 2002/03 schlossen die Oberpfälzer schließlich auf Platz 2 ab, punktgleich und mit der gleichen Tordifferenz (aber weniger geschossenen Toren) wie Meister Unterhaching, und mit 14 Punkten Vorsprung auf die drittplatzierten Augsburger. Mit gerade einmal 25 Gegentoren in 36 Spielen (19er Liga) stellte der SSV zudem die mit Abstand beste Defensive. In nur fünf Spielzeiten wurde somit der Aufstieg von der Fünftklassigkeit in die 2. Bundesliga geschafft, womit der Jahn zum ersten Mal seit über 20 Jahren wieder im Profifußball spielte.
Doch bereits zu Beginn der Zweitligasaison 2003/04 kam es zu einem größeren Umbruch; der Trainer und beinahe das gesamte Aufstiegsteam wurden ausgewechselt. Für Erfolgstrainer Sebert kam der zuvor bei den Sportfreunden Siegen angestellte Ingo Peter; Grund dafür sollen zu hohe Gehaltsforderungen von Sebert gewesen sein. Mit mehr als 17 Neuzugängen zu Saisonbeginn und vier weiteren in der Winterpause wuchs der Kader auf insgesamt 31 Spieler (solche mit mindestens einem Saisoneinsatz). Da der Jahn bis November lediglich drei Siege und vier Unentschieden bei fünf Niederlagen verbuchen konnte, wurde Ingo Peter entlassen. Für ihn übernahm Amateurtrainer Günter Brandl. Im DFB-Pokal 2003/04 schied man erst im Achtelfinale aus (siehe Abschnitt DFB-Pokal); nach zwei überzeugenden 3:0-Siegen gegen LR Ahlen und den Karlsruher SC wurde Brandl fest verpflichtet. Bis zum 27. Spieltag sah es so aus, als könne der Jahn die Klasse halten; so gewann man gegen den haushohen Favoriten 1. FC Nürnberg im heimischen Stadion mit 2:1. Da aus den letzten sieben Spielen allerdings nur drei von 21 möglichen Punkten geholt wurden, stieg der Jahn mit 39 Punkten knapp wieder in die Regionalliga ab. Günter Brandl wurde gekündigt.
In der folgenden Saison erfuhr der Jahn große Medienaufmerksamkeit, als Ex-Nationalspieler Mario Basler als Teammanager und Ex-Profi Dariusz Pasieka als Co-Trainer verpflichtet wurden. Bei seinem Trainerdebüt hatte Basler die schwierige Aufgabe, ein völlig neues Team aufzubauen, da von den Zweitligaspielern nur drei geblieben waren. Ende Mai 2005 stand der Jahn, der den Abstieg aus der 2. Bundesliga finanziell nur schwer kompensieren konnte, vor dem Aus, da das Präsidium bei der Mitgliederversammlung nicht entlastet wurde. Ein Insolvenzverfahren wurde eingeleitet und es drohte der Zwangsabstieg in die Bayernliga. Trotz dieser Vorkommnisse abseits des Platzes konnte der Jahn auf sportlicher Ebene durchaus überzeugen, er erreichte in der Regionalliga den achten Platz. Saisonhöhepunkt war der letzte Spieltag, als man beim FC Augsburg durch zwei Tore in den letzten fünf Minuten einen 0:1-Rückstand in einen 2:1-Erfolg drehen konnte. Aufgrund dieser Niederlage mussten die Schwaben den Sportfreunden Siegen und den Offenbacher Kickers als Aufsteiger den Vortritt lassen. Dies war – neben einigen anderen heißen Duellen in der Regionalliga Süd der Nullerjahre – einer der Gründe für eine gewisse Rivalität zwischen den Fanlagern beider Vereine, die aber mittlerweile wieder deutlich an Brisanz verloren hat.
Auf einer Pressekonferenz am 10. Juni 2005 wurde verkündet, dass die Stadt Regensburg und ein Sponsor, Volker Tretzel, das fehlende Geld für eine Bürgschaft aufbringen. Somit konnte die Insolvenz abgewendet und der Verbleib in der Regionalliga gesichert werden. Ein Großteil des Präsidiums zog die Konsequenzen und trat anschließend zurück. Der neu gewählte Vorstand bestand u. a. aus dem Sportmanager Jenö Rauch, Präsident Franz Nerb und seinem Stellvertreter Gerhard Süß, der vor dem Insolvenzverfahren mit engagierten Jahnfans die Aktion „Rettet den Jahn“ gestartet hatte, um Geld für den bedrohten Sportverein einzutreiben.
Wirtschaftlich mit knapper Not davongekommen, ging es in der Folgesaison sportlich bergab. Das Team blieb in den ersten sieben Spielen sieglos. Basler wurde nach einer 0:4-Heimniederlage gegen den FC Augsburg am 19. September 2005 durch Co-Trainer Pasieka ersetzt. Am 7. April 2006 trat überraschend der gerade neun Monate alte Vorstand bis auf Präsident Franz Nerb zurück, nachdem es Streit um die sportlichen Kompetenzen gegeben hatte. Nerb hatte unter Rücktrittsdrohungen eine sportliche Vollmacht gefordert, mit der der Vorstand jedoch nicht einverstanden war. Obwohl Nerb zu Beginn seiner Amtszeit beteuert hatte, sich nicht in das sportliche Geschäft einzumischen und sich nur um die wirtschaftlichen Belange des Vereins zu kümmern, hatte er eine Vollmacht verlangt, die es ihm ermöglicht hätte, auch in das tägliche Training einzugreifen. Nach dem Rücktritt baute Nerb einen „schlanken“ Vorstand auf, dem nur mehr Jenö Rauch und der Ex-Jahnspieler Horst Eberl angehörten.
Gleichzeitig lief es sportlich nicht rund. Am 27. Spieltag wurde Trainer Pasieka nach knapp sieben Monaten entlassen und der Ex-Bundesligaspieler Günter Güttler engagiert. Der Jahn befand sich auf Platz 15 und damit in akuter Abstiegsgefahr. Ein Regensburger Sommermärchen blieb aus, Güttler konnte den Abstieg nicht mehr verhindern. Mit einer 0:2-Niederlage gegen den VfR Aalen am 20. Mai 2006 war der Gang in die damals viertklassige Bayernliga besiegelt. Da die Zweite Mannschaft schon in dieser Liga spielte, musste diese in die Landesliga absteigen. Zum Saisonende wurde auch der Vertrag mit Sportmanager Jenö Rauch beendet; die Führungsspitze des Vereins bestand nun aus Präsident Nerb und dem sportlichen Leiter Eberl.
Für die Saison 2006/07 wurde mit 1,2 Millionen Euro der höchste Etat in der Bayernliga veranschlagt, um den sofortigen Wiederaufstieg zu ermöglichen – denn in der Folgesaison sollte es in der Regionalliga um die Qualifikation für die neue, eingleisige dritte Liga gehen, deren Teil man unbedingt sein wollte, um ein erneutes Abrutschen in die sportliche Bedeutungslosigkeit zu verhindern. Um dieses Ziel zu erreichen, wurden einige Transfers getätigt; so schlossen sich mit Petr Stoilov (auf einige Jahre Publikumsliebling und für eine Weile Jahn-Rekordtorschütze) und vor allem Mersad Selimbegovic (der als Spieler, Jugendtrainer, Co-Trainer und Cheftrainer 17 Jahre im Verein bleiben sollte) zwei Spieler dem SSV an, die das Geschick des Vereins in den kommenden Jahren prägen sollten. Die Saison verlief nach Plan; mit 44 Punkten wurde man im Dezember Wintermeister und mit einem 4:0 gegen den 1. FC Nürnberg II konnte vorzeitig die Meisterschaft perfekt gemacht werden, am Ende hatte man 12 Punkte Luft auf die zweitplatzierte SpVgg Greuther Fürth II. Die finanzielle Lage des Vereins war zu diesem Zeitpunkt immer noch angespannt. Präsident Nerb musste im April 2007 eingestehen, dass er wegen ausstehender Sponsorengelder mit den Gehaltszahlungen zwei Monate im Rückstand war. Durch die vorzeitige Meisterschaft wurden die Gelder jedoch ausgezahlt und die Spieler erhielten wieder pünktlich ihr Gehalt. Damit war auch der Weg für die Regionalliga-Lizenz geebnet. In der Saison 2007/08 spielte der Jahn also wieder in der Regionalliga Süd mit dem Saisonziel: Qualifikation für die kommende 3. Liga.
Die zur Vorsaison kaum veränderte Mannschaft startete überraschend gut; nach acht Spieltagen stand man mit sieben Siegen und einem Unentschieden auf Platz 1 der Regionalliga. Im Umfeld des Vereins wurde vereinzelt bereits der sofortige Durchmarsch in die Zweite Liga gefordert – doch die folgenden sieben Spiele blieb der Jahn sieglos und rutschte auf Tabellenplatz 5 ab. Zur sportlichen Achterbahnfahrt gesellte sich Unruhe in der Vereinsführung. Präsident Nerb kündigte an, in der kommenden Saison nicht mehr zu kandidieren. Nach wochenlangen Spekulationen, wie es ohne ihn mit dem Jahn weitergehen würde, nahm er seinen Entschluss wieder zurück und wurde – auch mangels Gegenkandidat – im Amt bestätigt. Zudem war der Jahn auch finanziell nach wie vor extrem klamm, das Umfeld war das eines unterklassigen Amateurvereins. Schließlich musste das Fußballinternat des Jahn aufgrund der wirtschaftlichen Schieflage schließen, die eigentlich sehr gute Jugendarbeit – sowohl die U17 als auch die U19 spielten in der Bundesliga – zahlten die Zeche für jahrelange Misswirtschaft. Die Rückrunde verlief mit fünf Siegen, zwei Unentschieden und zehn Niederlagen sehr durchwachsen, doch am Ende konnte sich der SSV auf Platz 9 behaupten und damit für die 3. Liga qualifizieren.

### 2008 bis 2015
| Saison  | Liga          | Klasse | Platz | Tore  | Punkte | Ergebnis | Zuschauer |
| ------- | ------------- | ------ | ----- | ----- | ------ | -------- | --------- |
| 2008/09 | 3. Liga       | III    | 15.   | 37:51 | 45     |          | 3.383     |
| 2009/10 | 3. Liga       | III    | 16.   | 43:48 | 46     |          | 3.684     |
| 2010/11 | 3. Liga       | III    | 08.   | 35:41 | 52     |          | 3.319     |
| 2011/12 | 3. Liga       | III    | 03.   | 55:41 | 61     | Aufstieg | 3.783     |
| 2012/13 | 2. Bundesliga | II     | 18.   | 36:65 | 19     | Abstieg  | 7.513     |
| 2013/14 | 3. Liga       | III    | 11.   | 51:51 | 49     |          | 3.474     |
| 2014/15 | 3. Liga       | III    | 20.   | 44:65 | 31     | Abstieg  | 3.669     |

Zu Beginn der Saison 2008/09 verließ der zweimalige Aufstiegstrainer Günter Güttler plötzlich den Verein, er unterschrieb ausgerechnet beim Ligakonkurrenten und Erzrivalen Wacker Burghausen einen Zweijahresvertrag. Obwohl sich sein Vertrag mit der Qualifikation für die 3. Liga um ein Jahr verlängert hatte, wollte Güttler den Jahn unbedingt verlassen, was er im Nachhinein als „den größten Fehler meiner Trainerkarriere“ bezeichnete. Als Gründe nannte er die katastrophalen Rahmenbedingungen und die schlechte Vereinsführung der Oberpfälzer. Nachfolger wurde der gebürtige Regensburger und ehemalige Jahnspieler Thomas Kristl, der zuvor den Landesligisten FC Amberg trainiert und nur wenige Wochen zuvor den Jahn aus dem Landespokal geworfen hatte. Doch Kristl hatte keinen Erfolg; nach einem 0:2 gegen 1. FC Union Berlin am 16. Spieltag stand er mit dem SSV Jahn mit nur 12 Punkten auf einem Abstiegsplatz. Das Präsidium sah sich dazu veranlasst, ihn durch den damaligen Co-Trainer – und ebenfalls ehemaligen Jahnspieler – Markus Weinzierl zu ersetzen.
Unter Weinzierl folgten fünf Spiele ohne Niederlage und Gegentor, am Ende der Saison wurde mit einem Heimsieg gegen Eintracht Braunschweig der Klassenerhalt perfekt gemacht. Zum ersten Mal nach drei Anläufen seit 1963 (1975/76, 1976/77 und 2003/04) hatte der SSV Jahn Regensburg in einer Profiliga sportlich die Klasse gehalten. 2009/10 (Platz 16) und 2010/11 (Platz 8) konnte ebenfalls die Klasse gehalten werden. Bis 2015 sollte sich der Jahn im Profifußball etablieren.
Sportlich ging es also bergauf, wirtschaftlich bewegte sich der SSV noch auf Amateurniveau. Unannehmlichkeiten mit dem örtlichen Großsponsor REWAG – dem Verein wurden am 25.03. aufgrund offener Rechnungen vorübergehend Strom und Warmwasser abgestellt, sodass nach dem Training im Regensburger Westbad geduscht werden musste – und die schlechte finanzielle Lage des Jahn sowie fehlende Rückendeckung durch den Förderverein nahm Präsident Nerb Anfang April zum Anlass, zum Saisonende seinen Rücktritt anzukündigen. Sein Nachfolger wurde zum 1. Juli 2009 der bisherige Vizepräsident Manfred Kraml.
In der Saison 2009/10 konnte der Jahn den Bayerischen Toto-Pokal gewinnen; damit durfte er zum ersten Mal seit fünf Jahren wieder am DFB-Pokal teilnehmen (siehe Abschnitt DFB-Pokal). Das Besondere an der Spielzeit 2010/11 war auch, dass man mit nur drei gewonnenen Heimspielen zwar die drittschlechteste Heimmannschaft stellte, dagegen aber mit zehn Auswärtssiegen die drittbeste Auswärtsmannschaft der Saison war. Die Differenz von 18 Punkten zwischen Heim- und Auswärtspunkten war neuer Rekord im deutschen Profifußball.
Der Jahn verteidigte 2011 den Toto-Pokal und sicherte sich damit erneut das Startrecht im DFB-Pokal.
Vor der Spielzeit 2011/12 musste der Verein aufgrund seiner Altschulden den Etat – ohnehin schon der geringste der Liga – erneut senken, auf knapp 1,3 Millionen Euro. Der Kader, im Vorjahr noch gut genug für Rang 8, konnte im Wesentlichen nicht zusammengehalten werden; der Jahn wurde als klarer Abstiegskandidat gehandelt. Von Beginn an entfaltete die Saison aber eine ganz eigene Dynamik, und der SSV setzte sich als eingeschworenes Kollektiv in der Spitzengruppe fest. Auch die in den Vorjahren übliche Ergebniskrise im Herbst blieb aus, sodass man tatsächlich gegen alle Erwartungen die Herbstmeisterschaft feiern konnte. Der Stürmer Tobias Schweinsteiger wurde Drittliga-Spieler der Monate August und September und war bis zu einer Verletzung im Wintertrainingslager, die ihn drei Monate außer Gefecht setzen sollte, auf Kurs für die Torjägerkanone. Die Rückrunde verlief ergebnistechnisch und in puncto Verletzungen dann holpriger, nach einer Heimniederlage gegen die Offenbacher Kickers rutschte der Jahn auf Platz 6 ab und galt im Aufstiegsrennen erst einmal als abgeschlagen. Mit einem 1:0-Heimsieg am 36. Spieltag gegen den drittplatzierten Chemnitzer FC wurde der Relegationsplatz im direkten Aufstiegsduell zurückerobert, vier Punkte aus den letzten beiden Partien gegen Oberhausen und Jena sollten am Ende reichen, um ihn nicht mehr herzugeben. Die erreichten 61 Punkte (16 Siege, 13 Unentschieden, 9 Niederlagen) stellen dabei einen Drittligarekord dar, weniger Punkte reichten bis heute nie für den Relegationsplatz.
In den beiden Entscheidungsspielen gegen den Karlsruher SC gelang nach einem 1:1 im Hinspiel und dem 2:2 auswärts im Rückspiel der Aufstieg. Alles in allem war der Aufstieg nach der Relegation eher glücklich – im Hinspiel erzielte man ein Tor nach einem unberechtigten Elfmeter, im von Ausschreitungen des Karlsruher Anhangs begleiteten Rückspiel rettete man sich mit aufopferungsvollem Kampf nach zwei Platzverweisen zu neunt über die Ziellinie. Auf die ganze Saison betrachtet konnte man wohl von einem kleinen Regensburger Fußballwunder sprechen – erklärtes Saisonziel der wirtschaftlich klammen Oberpfälzer war schließlich der Klassenerhalt gewesen.
Am 17. Mai 2012 – unmittelbar nach dem Aufstiegserfolg mit dem Jahn – gab Erstligist FC Augsburg bekannt, dass Trainer Weinzierl zur Saison 2012/13 dort als Cheftrainer arbeiten wird. Für den gebürtigen Straubinger gingen damit knappe 10 Jahre beim SSV zu Ende, von 2002 bis 2005 war er als Spieler, von 2006 an im Trainerteam Teil des Vereins gewesen.
Zur Zweitligasaison 2012/13 (natürlich wieder mit kleinstem Etat) wurde als neuer Cheftrainer Oscar Corrochano verpflichtet (Zweijahresvertrag). In der ersten Zweitligapartie nach 8 Jahren musste man sich in der Allianz Arena mit 0:1 dem TSV 1860 München geschlagen geben, wobei kurz vor Schluss noch ein Elfmeter verschossen wurde. Nach neun Punkten aus zwölf Spielen und zuletzt vier sieglosen Spielen in Folge, die Tabellenplatz 15 bedeuteten, wurde Corrochano am 4. November 2012 wegen Erfolglosigkeit beurlaubt. Seinen Posten übernahm übergangsweise Sportdirektor Franz Gerber. Zur Rückrunde übernahm der ehemalige polnische Nationaltrainer Franciszek Smuda, er erhielt einen Vertrag bis Saisonende – konnte das Ruder aber auch nicht mehr herumreißen.
Am 26. April 2013 stand der Jahn als erster Absteiger aus der 2. Bundesliga fest, nachdem er auswärts gegen Union Berlin mit 0:1 verloren hatte und bei drei ausstehenden Spielen mit 19 Punkten den Relegationsplatz nicht mehr erreichen konnte. In der vierten Zweitligasaison stand am Ende also der vierte sportliche Abstieg. Auch wenn die Regensburger selten gänzlich chancenlos in einer Partie waren, fehlten am Ende schlicht die Qualität, die finanziellen Mittel (und satte 18 Punkte auf das rettende Ufer), um im Fußball-Unterhaus zu bestehen. Nach dem Wunder „Aufstieg“ blieb das Wunder „Klassenerhalt“ aus.
Zur Vorbereitung auf die Saison 2013/14 kündigte der Verein eine sportliche Neuorientierung an. Sportchef Gerber wurde entlassen und durch Christian Keller ersetzt, mit Thomas Stratos wurde erneut ein junger Trainer verpflichtet. Neuer Co-Trainer wurde Harry Gfreiter, der diesen Posten bereits in der 2. Bundesliga interimsweise innehatte. Nach der Saison, die der Jahn auf Platz 11 abschloss, wurde der Vertrag mit Stratos, für viele etwas überraschend, nicht verlängert.
Im Mai 2014 wurde Alexander Schmidt als Nachfolger verpflichtet. Nach einem misslungenen Start in die Spielzeit 2014/15 wurde Schmidt am 9. November 2014 allerdings bereits wieder entlassen. Nach einer 1:4-Niederlage beim Chemnitzer FC und mit lediglich zwölf Punkten aus 17 Spielen rangierte der Jahn zu diesem Zeitpunkt auf dem letzten Tabellenplatz. Am 18. November 2014 wurde Schmidts Nachfolger Christian Brand vorgestellt, der einen Vertrag bis zum Saisonende erhielt. Aber auch Brand konnte den Jahn nicht retten, am 31. Spieltag war Regensburg nach einer 1:2-Niederlage beim Halleschen FC in die Regionalliga Bayern abgestiegen. Zum Verhängnis wurde dem Jahn vor allem seine extreme Auswärtsschwäche: Gerade einmal magere fünf Punkte holte der Jahn in der Fremde – Drittliga-Negativrekord. Erstmals seit 2008 war der SSV Jahn somit nicht mehr im Profifußball vertreten.

### 2015 bis heute
| Saison  | Liga                | Klasse | Platz | Tore  | Punkte | Ergebnis | Zuschauer |
| ------- | ------------------- | ------ | ----- | ----- | ------ | -------- | --------- |
| 2015/16 | Regionalliga Bayern | IV     | 01.   | 61:36 | 64     | Aufstieg | 06.981    |
| 2016/17 | 3. Liga             | III    | 03.   | 62:50 | 63     | Aufstieg | 06.763    |
| 2017/18 | 2. Bundesliga       | II     | 05.   | 53:53 | 48     |          | 11.067    |
| 2018/19 | 2. Bundesliga       | II     | 08.   | 55:54 | 49     |          | 11.773    |
| 2019/20 | 2. Bundesliga       | II     | 12.   | 50:56 | 43     |          | 11.421    |
| 2020/21 | 2. Bundesliga       | II     | 14.   | 37:50 | 38     |          | .00356    |
| 2021/22 | 2. Bundesliga       | II     | 15.   | 50:51 | 40     |          | 06.764    |
| 2022/23 | 2. Bundesliga       | II     | 17.   | 34:58 | 31     | Abstieg  | 10.756    |
| 2023/24 | 3. Liga             | III    | 03.   | 51:42 | 63     | Aufstieg | 9.654     |
| 2024/25 | 2. Bundesliga       | II     | 18.   | 23:71 | 25     | Abstieg  | 12.630    |

Im Sommer 2015 wurde mit dem neuen Jahnstadion Regensburg das neue Fußballstadion in Regensburg eingeweiht. Mit der Eröffnung und dem Umzug vom alten Jahnstadion an der Prüfeningerstraße im Westenviertel nach Oberisling wollte der Verein eine neue Ära einleiten, durch die neuen Möglichkeiten wollte man sich erstmals den anderen Klubs der 3. Liga finanziell annähern. Zunächst fanden sich die Regensburger wegen des Abstiegs in die vierte Liga aber im Amateurfußball wieder, wie schon 2006 war der Abstieg gewissermaßen zur absoluten Unzeit gekommen. Bei vielen Fans bestand die Angst, aufgrund des Reglements rund um die Relegation aus der Regionalliga „nicht mehr hochzukommen“, und mit dem neuen Stadion von einem ähnlichen Los wie Alemannia Aachen ereilt zu werden. Sportlich lief es im neuen Stadion zu Beginn gut, mit neun Siegen aus zehn Spielen in der Saison 2015/16 befand sich Jahn Regensburg klar auf Meisterschaftskurs. Doch ein zwischenzeitlicher Vorsprung von zwölf Punkten auf Wacker Burghausen, dem Hauptkonkurrenten um den Relegationsplatz und Rivalen im „Ostbayernderby“, wurde bis zur Winterpause verspielt, sodass Trainer Christian Brand freigestellt wurde. Als Nachfolger präsentierte der SSV den ehemaligen Nationalspieler Heiko Herrlich. Unter Herrlich fand die Mannschaft wieder in die Spur und holte sich vorzeitig den Titel in der Regionalliga. Am Ende lag der Jahn einen Punkt vor Burghausen und der zweiten Mannschaft des 1. FC Nürnberg. SSV-Stürmer Markus Ziereis holte sich die Torjägerkanone der Liga. In der Relegation zur 3. Liga setzte sich der Jahn schließlich mit 0:1 und 2:0 gegen den VfL Wolfsburg II durch, womit es Regensburg als erste Mannschaft überhaupt gelang, über die Relegation den direkten Wiederaufstieg in die 3. Liga zu schaffen.
Als Aufsteiger sorgte der Jahn in der Saison 2016/17 von Beginn an für Furore. Nach vier Spieltagen waren die Oberpfälzer Tabellenführer, rutschten dann aber ab, und beendeten die Hinrunde auf Platz 11. Aufgrund einer starken Rückrunde konnte der SSV wieder an die Aufstiegsränge anschließen. Das Fanal zum Schlussspurt war ein 2:1-Auswärtssieg in Magdeburg, bei dem man das Spiel drehen konnte, und die Führung dann mit 10 Mann über die Zeit brachte. An den letzten beiden Spieltagen kämpfte der Jahn sich jeweils in den letzten 10 Minuten zu Siegen über den Chemnitzer FC (3:2) und Preußen Münster (1:0). Am Ende stellte man die beste Offensive und holte sich Platz 3, womit sich die Oberpfälzer für die Relegation gegen den TSV 1860 München qualifizierten. Nach einem 1:1 im Hinspiel in Regensburg gewann die Mannschaft von Trainer Herrlich in der Allianz Arena vor 62.200 Zuschauern (darunter 7000 mitgereiste Jahn-Fans) mit 2:0, womit der Durchmarsch in die 2. Bundesliga perfekt war. Die Regensburger waren erst das dritte Team (nach Leipzig und Würzburg), dem dieser Durchmarsch von der vierten in die zweite Liga gelang. In beiden Spielen war der Jahn die klar bessere Mannschaft gewesen, zudem sollte das Relegations-Rückspiel auch wegen einer 15-minütigen Unterbrechung aufgrund von Ausschreitungen seitens der Münchner Fans in Erinnerung bleiben. Nach dem zweimaligen Aufstieg wechselte Heiko Herrlich zum Bundesligisten Bayer Leverkusen; als seinen Nachfolger präsentierte der Verein Achim Beierlorzer.
In der Saison 2017/18 wurde die Jahnelf als Aufsteiger Fünfter. Damit ist im fünften Versuch erstmals der sportliche Klassenerhalt in der 2. Bundesliga gelungen, obwohl der SSV mit rund 7 Millionen Euro erneut den geringsten Etat der Liga aufwies.
Zu den sportlichen Highlights der Spielzeit zählten unter anderem ein 4:0 gegen den MSV Duisburg, ein 3:2-Heimsieg nach 0:2-Pausenrückstand im Derby am Freitagabend gegen den FC Ingolstadt 04, sowie ein 4:3-Sieg vor heimischem Publikum – erneut unter Flutlicht – gegen Fortuna Düsseldorf, wobei man hier nach nur 15 Minuten schon 0:3 zurückgelegen hatte. Das eigentliche Saisonziel, nämlich das Erreichen der 40-Punkte-Marke, gelang bereits Ende März mit einem 2:2 bei Union Berlin – am Ende blickte man auf die erfolgreichste Saison der Vereinsgeschichte im Profifußball.
In der Saison 2018/19 konnte der Jahn erneut beeindrucken. Am 6. Spieltag feierte die Jahnelf einen furiosen 5:0-Auswärtssieg über den ehemaligen „Bundesligadino“, den Hamburger SV. Der Regensburger Stürmer Sargis Adamyan schnürte in diesem Spiel einen Hattrick in den ersten 35 Spielminuten. Auch das Rückspiel gegen die Hanseaten konnte der SSV für sich entscheiden, dabei wurde ein 0:1-Rückstand in den letzten 20 Minuten gedreht. Am 30. Spieltag sicherte sich der Jahn mit einem 1:0 gegen den 1. FC Magdeburg den Klassenerhalt, die Saison wurde am Ende auf Platz 8 beendet.
Ein Markenzeichen des Teams, vor allem in den Jahren 2017 bis 2019, war ein häufiges Aufholen von Rückständen, ein Umstand, der dem Jahn durch die regionale und überregionale Presse die Bezeichnung „Mentalitätsmonster“ einbrachte.
Zur darauffolgenden Saison wechselte Achim Beierlorzer zum Bundesligaaufsteiger 1. FC Köln; sein Nachfolger wurde der bisherige Co-Trainer und ehemalige Jahnspieler Mersad Selimbegović. Mit Sargis Adamyan und Phillipp Pentke verließen zudem zwei Leistungsträger den Verein Richtung Hoffenheim.
Unter Selimbegovic schaffte der Jahn zum dritten Mal in Folge den Klassenerhalt und schloss die Spielzeit 2019/20, die Lichtblicke wie einen 5:0-Sieg beim SV Wehen Wiesbaden, und Schattenseiten, wie ein 0:6 gegen Arminia Bielefeld beinhaltete, auf dem zwölften Tabellenplatz ab. Nach der Saison verließ Kapitän Marco Grüttner, einer der Leistungsträger und eine Identifikationsfigur der letzten Spielzeiten, den Verein in Richtung Heimat.
Neben dem Platz schritt die Professionalisierung des Vereins sowohl durch finanzielle Konsolidierung als auch durch Investitionen in die Infrastruktur weiter voran, auf dem Trainingsgelände am Kaulbachweg wurde bis 2023 ein neues Funktionsgebäude gebaut, finanziert komplett durch Eigenmittel.
Die von der Corona-Pandemie geprägte Saison 2020/21 konnten die Oberpfälzer vor allem im DFB-Pokal erfolgreich gestalten. Nachdem der Jahn den 1. FC Kaiserslautern, den SV Wehen Wiesbaden und den 1. FC Köln aus dem Wettbewerb geworfen hatte – alle drei Spiele wurden im Elfmeterschießen entschieden – stand der Verein erstmals in seiner Geschichte im Viertelfinale des Pokals. Dort musste man sich mit dem knappsten aller Ergebnisse, einem 0:1, dem SV Werder Bremen geschlagen geben. Die Ligasaison verlief für den Verein weniger erfolgreich, am Ende stand man auf Platz 14 mit 38 Punkten, was immerhin der vierte Klassenerhalt in Folge bedeutete.
Nach der Spielzeit beendete Vereinslegende Oliver Hein seine Karriere. Der gebürtige Straubinger hatte sich 2007 der U19 des Jahn angeschlossen und den Regensburgern 14 Jahre über Auf- und Abstiege zwischen den Ligen 2 und 4 die Treue gehalten, zwischenzeitlich auch als Kapitän.
Die Saison 2021/22 verlief für den Jahn zweigeteilt. Am 4. Spieltag schlug der SSV beispielsweise den Bundesligaabsteiger FC Schalke 04 mit 4:1. Vom zweiten bis zum 13. Spieltag belegte der Jahn in der außergewöhnlich stark besetzten Liga stets Platz eins oder zwei. Im Folgenden ließ die Mannschaft allerdings stark nach, konnte in der zweiten Saisonhälfte nur noch 12 Punkte holen und geriet noch in den Abstiegskampf. Am Ende belegte der SSV mit 40 Punkten Platz 15. Neben dem Platz wurde am 31. Oktober beim 3:0-Derbysieg in Ingolstadt Geschäftsführer Christian Keller verabschiedet. Keller hatte seinen Posten 2013 angetreten, unter seine Verantwortung fielen ein Abstieg, zwei Aufstiege, vier Klassenerhalte in der 2. Liga, der Umzug in das neue Stadion, eine wirtschaftliche Stabilisierung des Jahn sowie eine Verbesserung der vereinseigenen Infrastruktur. Auch das Image des einstigen „Chaosvereins“ hatte sich während seiner Amtszeit deutlich gebessert. Als Nachfolger im Bereich Sport wurde Roger Stilz präsentiert, den kaufmännischen Bereich übernahm Philipp Hausner. Nach der Spielzeit verließ Alex Meyer, einer der Leistungsträger der letzten Spielzeiten, den Klub in Richtung von Borussia Dortmund.
In der Saison 2022/23 legte der Jahn erneut einen starken Saisonstart hin. Während der ersten drei Spieltage war er Tabellenführer der 2. Bundesliga. Danach ging es bergab, unter anderem verloren die Regensburger mit 0:6 gegen den Karlsruher SC. Im Oktober verließ Roger Stilz den Verein überraschend auf eigenen Wunsch nach nur 10 Monaten wieder. Konnte sich der SSV zunächst noch in der Tabellenmitte halten und die Hinrunde auf dem zwölften Platz abschließen, rutschte er in der Rückrunde in den Tabellenkeller ab. Drei Spieltage vor Saisonende trennte sich der Verein nach diversen verlorenen „6-Punkte-Spielen“ gegen direkte Konkurrenten im Abstiegskampf vom langjährigen Cheftrainer Mersad Selimbegović, obwohl der Klassenerhalt zu diesem Zeitpunkt aus eigener Kraft schon nicht mehr zu schaffen war. Sein Nachfolger wurde Joe Enochs. Doch auch er konnte die Mannschaft nicht vor dem Abstieg in die 3. Liga retten und so beendete Regensburg die Saison auf dem 17. Tabellenplatz. Wie schon 2013 ging es wieder gemeinsam mit dem SV Sandhausen als Mitabsteiger runter in Liga 3. Sechs Jahre zweite Bundesliga und damit die vielleicht erfolgreichste Zeit der Vereinsgeschichte – mit Pflichtspielsiegen gegen große deutsche Vereine wie den HSV, Schalke 04, Fortuna Düsseldorf, den 1. FC Köln, den 1. FC Kaiserslautern oder Hannover 96 – fanden so ihr vorläufiges Ende.
Trotz des feststehenden Abstiegs stand der Jahn am letzten Spieltag im Blickpunkt, da die Möglichkeit bestand, direkt den Aufstiegskampf zwischen Heidenheim und dem HSV zu beeinflussen. Nachdem bereits das Hinspiel zwischen den beiden Klubs zumindest einigem Unterhaltungswert geboten hatte (es endete mit 5:4 für Heidenheim), sollte das Duell am 34. Spieltag in die Geschichte der 2. Bundesliga eingehen. Der HSV gewann sein Gastspiel in Sandhausen mit 1:0, während der Jahn kurz vor Schluss zuhause mit 2:1 gegen den 1. FC Heidenheim führte. Nachdem im Sandhausener Hardtwaldstadion vom Stadionsprecher die Fehlinformation durchgegeben worden hatte, dass die Hanseaten ihren Aufstieg gesichert hatten, kam es sogar zu einem Platzsturm von Teilen des Hamburger Anhangs. Heidenheim schoss in der insgesamt 11-minütigen Nachspielzeit allerdings noch zwei Tore, drehte das Spiel, zog im Fernduell am HSV vorbei und sicherte sich sogar noch die Zweitligameisterschaft, da der vorige Tabellenerste SV Darmstadt 98 sein letztes Spiel verlor. Der HSV sollte am Ende den Aufstieg in der Relegation verpassen.
Vor jenem letzten Spieltag hatte es auch in der Vereinsführung wegen der schlechten sportlichen Leistungen einen Wechsel gegeben. Tobias Werner, Nachfolger von Stilz als Geschäftsführer Sport, wurde nach knapp sechs Monaten freigestellt. Seine Nachfolge wurde von Achim Beierlorzer zum 1. Juli 2023 angetreten, der zwischen 2017 und 2019 bereits Cheftrainer beim Jahn gewesen war. Zudem wurde vor dem Spiel Vereinsikone Sebastian Nachreiner verabschiedet. „Wastl“ war insgesamt 13 Jahre, zwischenzeitlich als Kapitän, für den Jahn aktiv gewesen und erlebte mit der Mannschaft zwei Abstiege, drei Aufstiege, und die bis dato wohl erfolgreichste Zeit der Jahnhistorie.
Nach dem Abstieg in die 3. Liga verließen 22 Spieler den Verein. In der Saison 2023/24 gelang der neu zusammengestellten Mannschaft trotz eines doppelten Pokalaus (im DFB-Pokal gegen Zweitligist Magdeburg sowie im Bayern-Pokal im Elfmeterschießen gegen den Liga- und Lokalrivalen FC Ingolstadt 04) in der 3. Liga eine historische Siegesserie. Vom 8. bis zum 17. Spieltag gelangen den Oberpfälzern zehn Siege in Serie. Dies stellte einen geteilten Drittligarekord (mit dem Karlsruher SC aus der Saison 2012/13) dar. Ende November 2023 verstarb dann unerwartet der 25-jährige Jahn-Spieler Agyemang Diawusie, kurz darauf egalisierte der Jahn in einem vom stillen Gedenken an den Verstorbenen geprägten Spiel bei zweistelligen Minusgraden mit dem zehnten Sieg in Folge den Drittliga-Rekord. Zur Winterpause wurde der Jahn mit 11 Punkten Vorsprung auf Rang vier Herbstmeister. Im Anschluss brach der SSV allerdings ein, gewann von 19 Spielen nur fünf, verlor ganze acht Partien und belegte in der Rückrundentabelle den 18. Platz. Kurios wurde es dabei am 26. Spieltag, als die Regensburger nach 11 Minuten mit 3:0 beim SV Sandhausen führten und am Ende noch mit 3:6 unterlagen. Am Ende rettete man sich aufgrund des Punktepolsters aus der starken Hinrunde knapp vor Dynamo Dresden in die Relegation. Dort gab es gegen den SV Wehen Wiesbaden zunächst ein 2:2-Unentschieden. Das Rückspiel gewannen die Regensburger mit 2:1 und stiegen dadurch nach nur einem Jahr Drittklassigkeit direkt wieder in die 2. Bundesliga auf. Der Jahn stand dabei zum dritten Mal nach 2012 und 2017 in der Aufstiegsrelegation zur 2. Bundesliga und setzte sich dabei zum dritten Mal durch. Zahlreiche Mitglieder der Mannschaft und des Trainerteams widmeten den Aufstieg ihrem verstorbenen Teamkollegen Agyemang Diawusie.
Am 27. Oktober 2024, 2 Tage nach dem 3:8 Debakel beim 1. FC Nürnberg wurde Aufstiegstrainer Joe Enochs entlassen.

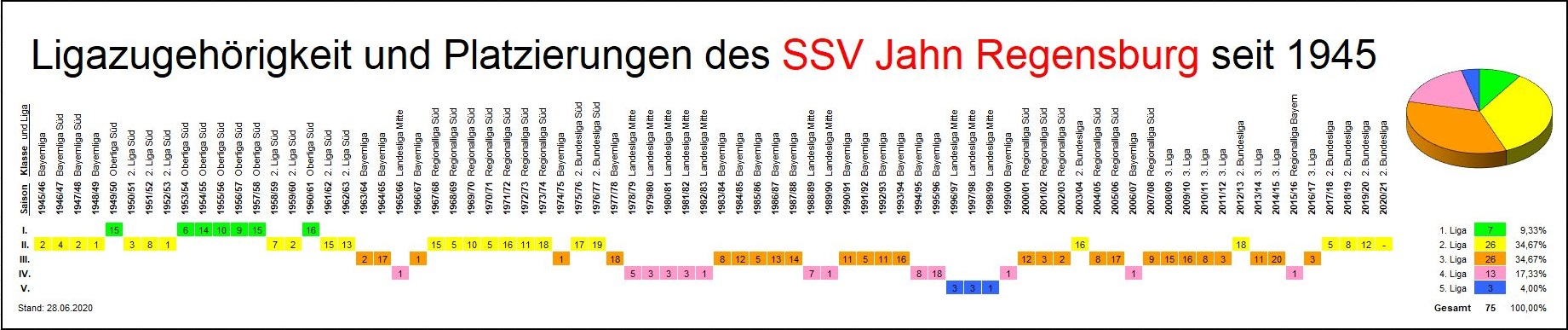
Ligazugehörigkeit und Platzierungen des SSV Jahn Regensburg seit 1945

## SSV Jahn im DFB-Pokal

### Übersicht
Regensburg konnte sich mehr als 25-mal für den DFB-Pokal qualifizieren, spielte insgesamt über 36 Pokalpartien. Achtmal überstand der SSV Jahn dabei die erste Runde, 2021 gelang erstmals der Sprung ins Viertelfinale. Jahn Regensburg II war einmal (2004/05) für die erste Hauptrunde qualifiziert.

### Besonderes
Mit Eintracht Braunschweig (1970), dem VfL Bochum (2003 & 2024) und dem 1. FC Köln (2021 & 2022) konnte fünfmal ein höherklassiger Gegner, jeweils aus der Bundesliga, bezwungen werden. Dreimal (1992, 2018 und 2019) unterlag Regensburg selbst als höherklassiger Verein.
Häufigster Gegner war der FC Bayern München. In allen drei Partien gab es eine Niederlage mit vier Gegentoren (1968, 1970 und 2012).
Viermal trat der SSV Jahn in der ersten Runde gegen einen der späteren Finalteilnehmer an: 1952 Rot-Weiss Essen (Sieger), 1954 FC Schalke 04 (Verlierer), 2001 Bayer 04 Leverkusen (Verlierer) und 2012 FC Bayern (Sieger).
Von 2016 bis zur jetzigen Teilnahme 2024 nahmen die Regensburger neun Jahre in Folge am DFB-Pokal teil; das sind bis heute die meisten Teilnahmen in Folge.
In der 1. Hauptrunde der Saison 2020/21 gelang erstmals ein Sieg im Elfmeterschießen (4:3 gegen den 1. FC Kaiserslautern). Auch in den beiden darauffolgenden Runden konnte sich der Jahn vom Punkt durchsetzen (4:2 gegen den SV Wehen Wiesbaden, 4:3 gegen den 1. FC Köln).
In der Saison 2022/23 konnte die Jahnelf die erste Runde des Pokals für sich entscheiden. Dabei wiederholte sich die Geschichte, als wie zwei Saisons zuvor der 1. FC Köln zuhause mit 4:3 im Elfmeterschießen geschlagen wurde. In der zweiten Runde schieden sie mit 0:3 gegen die klar bessere Mannschaft der Fortuna Düsseldorf aus.
| Saison  | Runde              | Datum              | Paarung                             | Endergebnis          | Zuschauer |
| ------- | ------------------ | ------------------ | ----------------------------------- | -------------------- | --------- |
| 1941    | 1. Hauptrunde      | 12. Juli 1941      | SSV Jahn – TSV 1860 München         | 2:6                  | 01.500    |
| 1952/53 | 1. Hauptrunde      | 18. August 1952    | Rot-Weiss Essen – SSV Jahn          | 5:0                  | 12.000    |
| 1954/55 | 1. Hauptrunde      | 15. August 1954    | SSV Jahn – FC Schalke 04            | 1:1 n. V.            | 15.000    |
| 1954/55 | Wiederholungsspiel | 22. August 1954    | Schalke 04 – SSV Jahn               | 6:4                  | 08.000    |
| 1967/68 | 1. Hauptrunde      | 27. Januar 1968    | SSV Jahn – FC Bayern München        | 1:4 n. V.            | 25.000    |
| 1968/69 | 1. Hauptrunde      | 5. Januar 1969     | SSV Jahn – Alemannia Aachen         | 0:1                  | 20.000    |
| 1969/70 | 1. Hauptrunde      | 3. Januar 1970     | SSV Jahn – Eintracht Braunschweig   | 1:0                  | 14.000    |
| 1969/70 | Achtelfinale       | 29. Juli 1970      | FC Bayern München – SSV Jahn        | 4:0                  | 20.000    |
| 1976/77 | 1. Hauptrunde      | 6. August 1976     | SSV Jahn – VfR Heilbronn            | 3:1                  | 02.000    |
| 1976/77 | 2. Hauptrunde      | 16. Oktober 1976   | SSV Jahn – Fortuna Köln             | 1:2 n. V.            | 03.000    |
| 1977/78 | 1. Hauptrunde      | 29. Juli 1977      | FV Würzburg 04 – SSV Jahn           | 1:0                  | 03.000    |
| 1992/93 | 1. Hauptrunde      | 19. August 1992    | SSV Jahn – VfB Lübeck               | 2:1                  | 01.500    |
| 1992/93 | 2. Hauptrunde      | 12. September 1992 | SpVgg Plattling – SSV Jahn          | 2:1                  | 01.500    |
| 2001/02 | 1. Hauptrunde      | 26. August 2001    | SSV Jahn – Bayer 04 Leverkusen      | 0:3                  | 10.500    |
| 2002/03 | 1. Hauptrunde      | 31. August 2002    | SSV Jahn – LR Ahlen                 | 1:2                  | 05.000    |
| 2003/04 | 1. Hauptrunde      | 30. August 2003    | SSV Jahn – VfL Bochum               | 2:1                  | 07.000    |
| 2003/04 | 2. Hauptrunde      | 29. Oktober 2003   | SSVg Velbert – SSV Jahn             | 1:2 n. V.            | 03.500    |
| 2003/04 | Achtelfinale       | 2. Dezember 2003   | SSV Jahn – MSV Duisburg             | 3:3 n. V., 2:4 i. E. | 08.500    |
| 2004/05 | 1. Hauptrunde      | 20. August 2004    | SSV Jahn II – SpVgg Unterhaching    | 1:3                  | 01.050    |
| 2004/05 | 1. Hauptrunde      | 21. August 2004    | SSV Jahn – Werder Bremen            | 0:2                  | 10.700    |
| 2005/06 | 1. Hauptrunde      | 20. August 2005    | SSV Jahn – Alemannia Aachen         | 1:3 n. V.            | 04.500    |
| 2010/11 | 1. Hauptrunde      | 13. August 2010    | SSV Jahn – Arminia Bielefeld        | 1:1 n. V., 6:7 i. E. | 05.212    |
| 2011/12 | 1. Hauptrunde      | 29. Juli 2011      | SSV Jahn – Borussia Mönchengladbach | 1:3                  | 10.388    |
| 2012/13 | 1. Hauptrunde      | 20. August 2012    | SSV Jahn – FC Bayern München        | 0:4                  | 12.500    |
| 2013/14 | 1. Hauptrunde      | 5. August 2013     | SSV Jahn – 1. FC Union Berlin       | 1:2                  | 06.249    |
| 2016/17 | 1. Hauptrunde      | 21. August 2016    | SSV Jahn – Hertha BSC               | 1:1 n. V., 3:5 i. E. | 12.526    |
| 2017/18 | 1. Hauptrunde      | 12. August 2017    | SSV Jahn – SV Darmstadt 98          | 3:1                  | 08.919    |
| 2017/18 | 2. Hauptrunde      | 25. Oktober 2017   | SSV Jahn – 1. FC Heidenheim         | 2:5                  | 06.678    |
| 2018/19 | 1. Hauptrunde      | 19. August 2018    | Chemie Leipzig – SSV Jahn           | 2:1                  | 04.999    |
| 2019/20 | 1. Hauptrunde      | 11. August 2019    | 1. FC Saarbrücken – SSV Jahn        | 3:2                  | 05.021    |
| 2020/21 | 1. Hauptrunde      | 13. September 2020 | 1. FC Kaiserslautern – SSV Jahn     | 1:1 n. V., 3:4 i. E. | 0keine    |
| 2020/21 | 2. Hauptrunde      | 23. Dezember 2020  | SV Wehen Wiesbaden – SSV Jahn       | 0:0 n. V., 2:4 i. E. | 0keine    |
| 2020/21 | Achtelfinale       | 3. Februar 2021    | SSV Jahn – 1. FC Köln               | 2:2 n. V., 4:3 i. E. | 0keine    |
| 2020/21 | Viertelfinale      | 7. April 2021      | SSV Jahn – Werder Bremen            | 0:1                  | 0keine    |
| 2021/22 | 1. Hauptrunde      | 8. August 2021     | FC Rot-Weiß Koblenz – SSV Jahn      | 0:3                  | 01.350    |
| 2021/22 | 2. Hauptrunde      | 27. Oktober 2021   | SSV Jahn – Hansa Rostock            | 3:3 n. V., 2:4 i. E. | 07.360    |
| 2022/23 | 1. Hauptrunde      | 30. August 2022    | SSV Jahn – 1. FC Köln               | 2:2 n. V., 4:3 i. E. | 13.236    |
| 2022/23 | 2. Hauptrunde      | 19. Oktober 2022   | SSV Jahn – Fortuna Düsseldorf       | 0:3                  | 07.892    |
| 2023/24 | 1. Hauptrunde      | 14. August 2023    | SSV Jahn – 1. FC Magdeburg          | 1:2                  | 09.464    |
| 2024/25 | 1. Hauptrunde      | 18. August 2024    | SSV Jahn – VfL Bochum               | 1:0                  | 12.581    |
| 2024/25 | 2. Hauptrunde      | 29. Oktober 2024   | SSV Jahn – SpVgg Greuther Fürth     | 1:0                  | 11.627    |
| 2024/25 | Achtelfinale       | 3. Dezember 2024   | SSV Jahn – VfB Stuttgart            | 0:3                  | 15.210    |
| 2025/26 | 1. Hauptrunde      | 17. August 2025    | SSV Jahn – 1. FC Köln               | 1:2                  | 13.396    |

## Namen und Zahlen

### Jahrhundertelf
Von 26. August bis 29. September 2007 suchten www.jahn1907.de und das Jahn-Journal im Rahmen einer Umfrage zum 100. Geburtstag des SSV Jahn die Jahn-Elf und den Jahn-Trainer des Jahrhunderts.
- Tor
  - Hans Jakob: 1926 bis 1942 – Jahns einziger Nationalspieler, Teilnehmer der WM 1934 (Platz 3)
- Abwehr
  - Johann „Hans“ Meichel: 1966 bis 1977 – bestritt 73 Zweitligaspiele für den Jahn, später Trainer
  - Peter Stokowy: 1967 bis 1978 – bestritt 18 Spiele für den Jahn in der 2. Bundesliga
  - Dennis Grassow: 2006 bis 2009 – führte den Jahn als Kapitän von der Bayernliga in die 3. Liga
- Mittelfeld
  - Alfred Kohlhäufl: 1967 bis 1969 und 1970 bis 1973 – kam als Deutscher Meister mit dem TSV 1860 München zum Jahn, später auch Trainer
  - Harry Gfreiter: 2000 bis 2007 – Jahn-Urgestein, Publikumsliebling, spielte für den Jahn sowohl 2. Bundesliga als auch Bayernliga; blieb nach seiner Karriere dem Verein in diversen Positionen bis 2017 treu
  - Alfred Popp: 1941 bis 1958
  - Michael Fersch: 1998 bis 2002
- Angriff
  - Gerd Faltermeier: 1963 bis 1972 – erfolgreicher Jahnstürmer, im März 1971 erstes „Tor des Monats“ der Geschichte
  - Manfred Ritschel: 1968 bis 1970 – bewarb sich mit tollen Leistungen beim Jahn in dessen erfolgreichster Zeit für die Bundesliga und wurde später Kickers-Offenbach- und Nationalspieler
  - Josef Hubeny: 1946 bis 1958 – durch einen Schuss von ihm in einem legendären Spiel gegen den Karlsruher SC brach das Tor der Karlsruher zusammen
- Trainer
  - Alfred „Aki“ Schmidt Als Trainer: 1968 bis 1970, 1973 bis 1975, 1990 bis 1992 sowie von 1993 bis 1994. Er war der erfolgreichste Trainer, und brachte den Verein nach deren Einführung in die 2. Bundesliga. Nach dem Fall in die Viertklassigkeit konnte er den Jahn auch wieder in der Bayernliga etablieren.

### Trainerhistorie
| Amtszeit            | Nat.        | Trainer              |
| ------------------- | ----------- | -------------------- |
| 1945/46             | –           | Otto Blau            |
| 1946/47             | –           | Karl Eckl            |
| 1947/48             | –           | Hans Schmidt         |
| 1948/49             | –           | Josef Eisenschenk    |
| 1949 bis 1993       | –           | N.N.                 |
| 1993 bis 1995       | –           | Josef Beller         |
| 1995                | –           | Klaus Sturm          |
| 1995 bis 1996       | –           | Walter Schwabenbauer |
| 1996                | –           | Johann Biederer      |
| 1996 bis 1998       | –           | Josef Schuderer      |
| 1998                | –           | Günter Brandl        |
| 1998                | –           | Roland Seitz         |
| 1998 bis 2001       | Deutschland | Karsten Wettberg     |
| 2001 bis 2003       | Deutschland | Günter Sebert        |
| 2003 bis 17.11.2003 | Deutschland | Ingo Peter           |
| 18.11.2003 bis 2004 | Deutschland | Günter Brandl        |

| Amtszeit                  | Nat.                     | Trainer             |
| ------------------------- | ------------------------ | ------------------- |
| ..00002004 bis 20.09.2005 | Deutschland              | Mario Basler        |
| 21.09.2005 bis 09.04.2006 | Polen                    | Dariusz Pasieka     |
| 09.04.2006 bis 20.06.2008 | Deutschland              | Günter Güttler      |
| ..00002008 bis 24.11.2008 | Deutschland              | Thomas Kristl       |
| 24.11.2008 bis 30.06.2012 | Deutschland              | Markus Weinzierl    |
| 01.07.2012 bis 04.11.2012 | Deutschland Spanien      | Oscar Corrochano    |
| 05.11.2012 bis 01.01.2013 | Deutschland              | Franz Gerber        |
| 02.01.2013 bis 30.06.2013 | Deutschland Polen        | Franciszek Smuda    |
| 01.07.2013 bis 30.06.2014 | Deutschland Griechenland | Thomas Stratos      |
| 01.07.2014 bis 08.11.2014 | Deutschland              | Alexander Schmidt   |
| 18.11.2014 bis 27.11.2015 | Deutschland              | Christian Brand     |
| 01.01.2016 bis 30.06.2017 | Deutschland              | Heiko Herrlich      |
| 01.07.2017 bis 30.06.2019 | Deutschland              | Achim Beierlorzer   |
| 01.07.2019 bis 09.05.2023 | Bosnien und Herzegowina  | Mersad Selimbegović |
| 10.05.2023 bis 27.10.2024 | Vereinigte Staaten       | Joe Enochs          |
| 27.10.2024 bis 07.05.2025 | Deutschland              | Andreas Patz        |
| 08.05.2025 bis 30.06.2025 | Deutschland              | Munier Raychouni    |
| seit 01.07.2025           |                          | Michael Wimmer      |

kursiv: Interimstrainer

### Präsidentenhistorie
| - Georg Schwarz (bis Anfang November 1973) - Horst Bergschneider November (1973 bis November 1974) - Max Sauerer - Manfred Wagner - Horst Bergschneider (November 1976 bis Juli 1977) - Richard Seidl (2000 bis 2005) - Franz Nerb (2005 bis 2009) - Manfred Kraml (2009 bis 2010) - Matthias Klemens (2010 bis 2011) - Ulrich Weber (2011 bis 2014) - Hans Rothammer (2014 bis 2024) - Oliver Hein (seit 2024) |

### Wappenhistorie

Historisches Logo Turnerbund Jahn Regensburg (ab 1886)
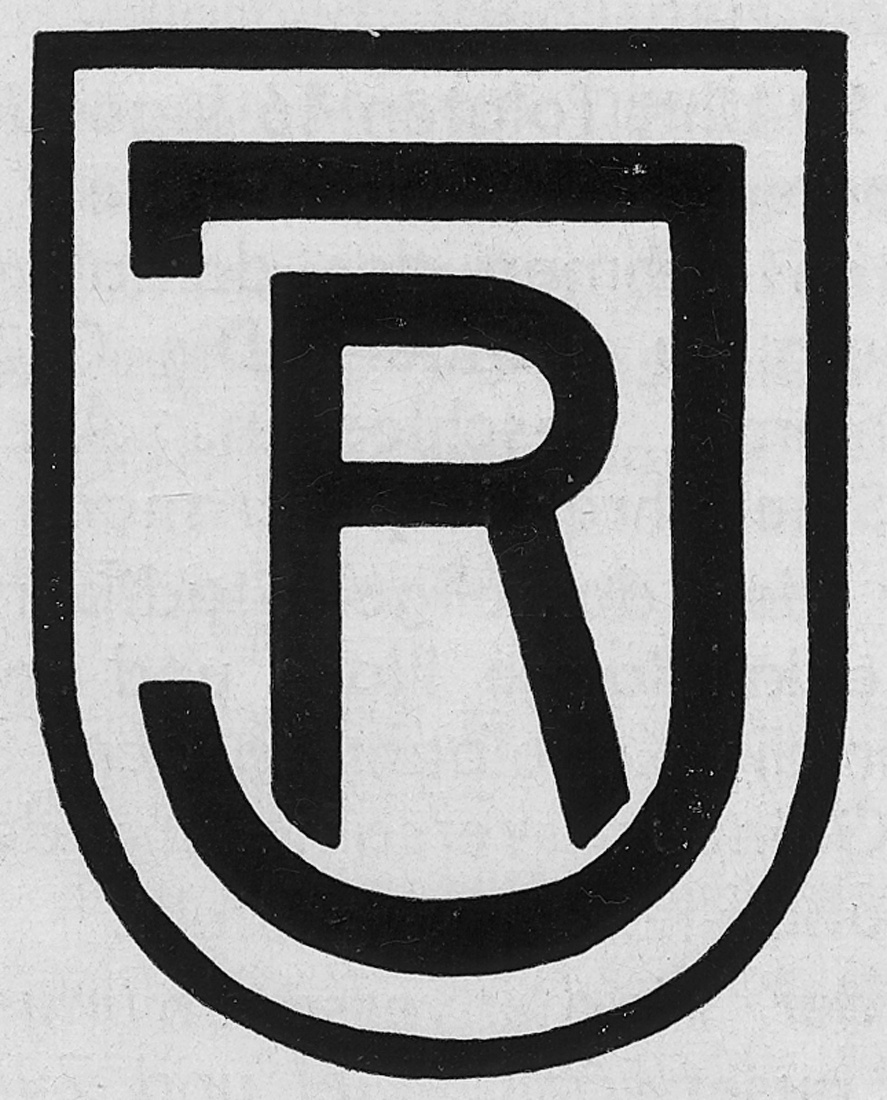
Historisches Logo des Jahn, an das die Wappen seit 1945 angelehnt sind (vor 1934)
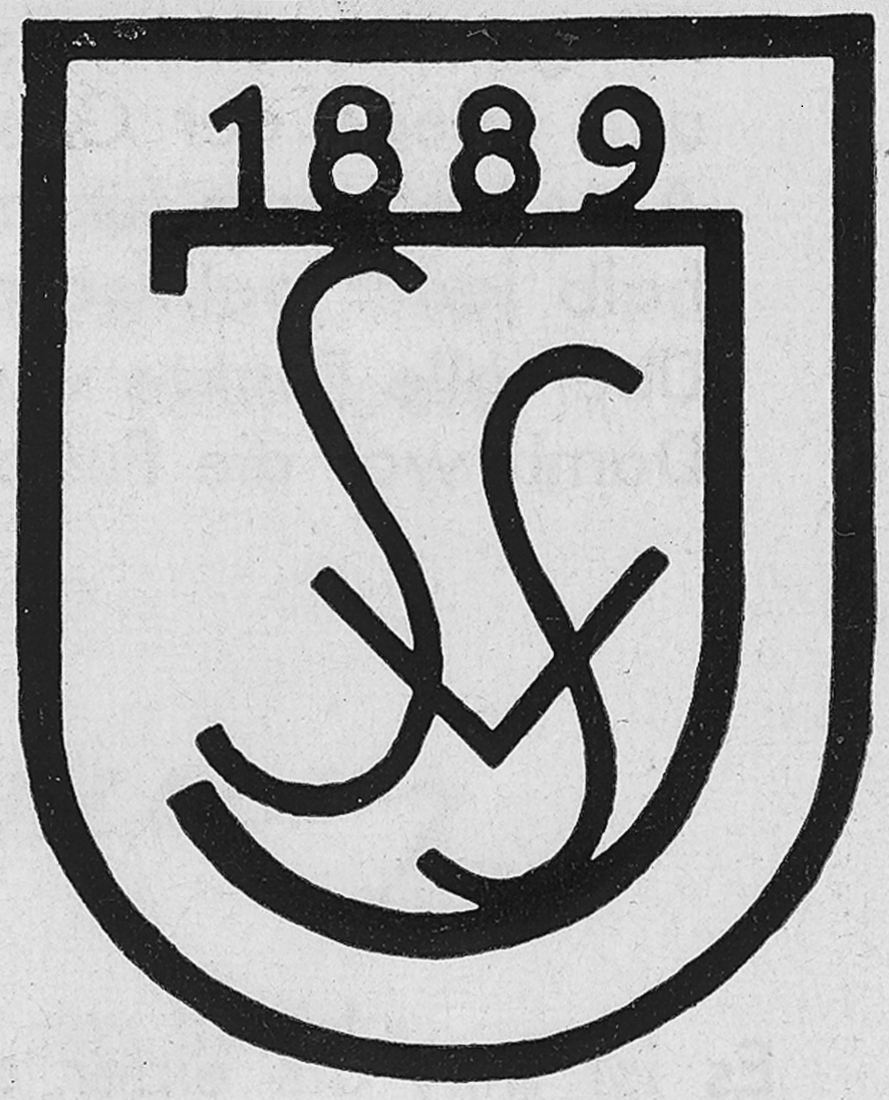
Nach Gründung des SSV während der NS-Zeit verwendetes Logo (1934–1945)
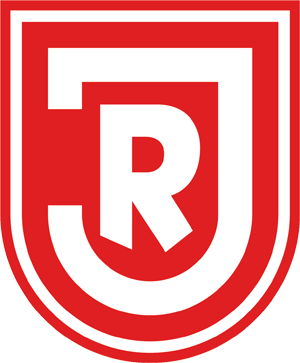
Logo des Hauptvereins SSV Jahn 1889 Regensburg (seit 1945)
Logo der Fußballabteilung nach dem Krieg (1945–1996 und 2000–2003)
Versuch eines neuen Logos (1996–2000)
Modernisierte Fassung mit Spiegeleffekt (2003–2014)
Modifizierte Version mit angepasstem „R“ (seit 2014)

## Erfolge
- Aufstieg in die Oberliga (3): 1949, 1953, 1960
- Aufstieg in die 2. Bundesliga (5): 1975, 2003, 2012, 2017, 2024
- Bayerischer Meister (6): 1949, 1967, 1975, 2000, 2007, 2016
- Bayerischer Pokalsieger (7): 1947, 1948, 2001, 2004*, 2005, 2010, 2011
  - Finalist (1): 2002

* = Sieg der zweiten Mannschaft

## Erste Mannschaft

### Aktueller Kader 2025/26
Stand: 13. August 2025
| Nr.        | Nat.        | Spieler              | Geburtsdatum (Alter) | beim Jahn seit | Vertrag bis * | letzter Verein          |
| Tor        | Tor         | Tor                  | Tor                  | Tor            | Tor           | Tor                     |
| ---------- | ----------- | -------------------- | -------------------- | -------------- | ------------- | ----------------------- |
| 01         | Deutschland | Felix Gebhardt       | 1. März 2002 (23)    | 2023           | 2026          | FC Basel                |
| 23         | Deutschland | Julian Pollersbeck   | 16. Aug. 1994 (31)   | 2024           | 2026          | 1. FC Magdeburg         |
| 32         | Deutschland | Alexander Weidinger  | 16. Apr. 1998 (27)   | 2012           | 2027          | 1. FC Nürnberg [Jugend] |
| Abwehr     |             |                      |                      |                |               |                         |
| 04         | Osterreich  | Felix Strauss        | 26. März 2001 (24)   | 2025           | 2027          | Spartak Warna           |
| 06         | Deutschland | Benedikt Saller      | 22. Sep. 1992 (32)   | 2016           | 2026          | 1. FSV Mainz 05         |
| 07         | Deutschland | Oscar Schönfelder    | 5. Feb. 2001 (24)    | 2022           | 2026          | Werder Bremen           |
| 14         | Deutschland | Robin Ziegele        | 13. März 1997 (28)   | 2023           | 2027          | FSV Zwickau             |
| 22         | Deutschland | Sebastian Stolze     | 29. Jan. 1995 (30)   | 2025           | 2026          | SV Sandhausen           |
| 25         | Deutschland | Nicolas Oliveira     | 6. Feb. 2004 (21)    | 2025           | 2027          | Hamburger SV            |
| 26         | Deutschland | Benedikt Bauer       | 17. Aug. 2003 (22)   | 2025           | 2027          | Karlsruher SC           |
| 31         | Osterreich  | Leo Mätzler          | 17. Apr. 2002 (23)   | 2025           | 2027          | SC Austria Lustenau     |
| 33         | Deutschland | Nick Seidel          | 11. Jan. 2005 (20)   | 2025           | 2026          | 1. FC Nürnberg          |
| 36         | Deutschland | Ben Kieffer U19      | 17. Feb. 2008 (17)   | 2018           | 2027          |                         |
| 37         | Deutschland | Leopold Wurm         | 21. März 2006(19)    | 2014           | 2026          | TSV Oberisling [Jugend] |
| Mittelfeld |             |                      |                      |                |               |                         |
| 05         | Deutschland | Philipp Müller       | 18. Jan. 2004 (21)   | 2025           | 2027          | SpVgg Greuther Fürth II |
| 08         | Deutschland | Andreas Geipl        | 21. Apr. 1992 (33)   | 2023           | 2026          | 1. FC Heidenheim        |
| 29         | Deutschland | Adrian Fein          | 18. März 1999 (26)   | 2025           | 2026          | SV Waldhof Mannheim     |
| 30         | Deutschland | Christian Kühlwetter | 21. Apr. 1996 (29)   | 2024           | 2026          | 1. FC Heidenheim        |
| Angriff    |             |                      |                      |                |               |                         |
| 09         | Deutschland | Dejan Galjen         | 25. Feb. 2002 (23)   | 2024           | 2026          | VfB Stuttgart II        |
| 10         | Deutschland | Phil Beckhoff        | 10. Apr. 2000 (25)   | 2025           | 2027          | FC Gütersloh            |
| 11         | Deutschland | Noel Eichinger       | 2. Aug. 2001 (24)    | 2023           | 2026          | FSV Zwickau             |
| 18         | Deutschland | Dustin Forkel        | 26. Jan. 2005 (20)   | 2025           | 2026          | 1. FC Nürnberg          |
| 19         | Deutschland | Davis Asante         | 15. Apr. 2003 (22)   | 2025           | 2027          | Werder Bremen II        |
| 21         | Deutschland | Eric Hottmann        | 8. Feb. 2000 (25)    | 2023           | 2027          | Energie Cottbus         |
| 27         | Deutschland | Lucas Hermes         | 23. März 2000 (25)   | 2025           | 2027          | FSV Frankfurt           |
| 39         | Deutschland | Fabian ZieglerII     | 28. Apr. 2001 (24)   | 2025           | 2026          | SV Fortuna Regensburg   |

### Transfers der Saison 2025/26
Stand: 13. August 2025
| Zugänge | Abgänge |
| Sommerpause 2025 | Sommerpause 2025 |
| --- | --- |
| - Davis Asante (Werder Bremen II) - Benedikt Bauer (Karlsruher SC) - Phil Beckhoff (FC Gütersloh) - Noel Eichinger (1. FC Lokomotive Leipzig; Leihende) - Dustin Forkel (1. FC Nürnberg; Leihe) - Lucas Hermes (FSV Frankfurt) - Leo Mätzler (SC Austria Lustenau) - Philipp Müller (SpVgg Greuther Fürth; Leihe) - Nicolas Oliveira (Hamburger SV) - Nick Seidel (1. FC Nürnberg; Leihe) - Sebastian Stolze (SV Sandhausen) - Felix Strauss (Spartak Warna) | - Sargis Adamjan (1. FC Köln; Leihende) - Frederic Ananou (Vertragsende; Ziel unbekannt) - Florian Ballas (Vertragsende; Ziel unbekannt) - Jonas Bauer (Vertragsende; Ziel unbekannt) - Alexander Bittroff (Vertragsende; Ziel unbekannt) - Louis Breunig (Eintracht Braunschweig) - Rasim Bulić (MSV Duisburg) - Leon Ćuk (Vertragsende; Ziel unbekannt) - Sebastian Ernst (Vertragsende; Ziel unbekannt) - Noah Ganaus (Odense BK) - Jannik Graf (SV Sandhausen) * - Tim Handwerker (Arminia Bielefeld) - Bryan Hein (Vertragsende; Ziel unbekannt) - Elias Huth (Vertragsende; Ziel unbekannt) - Max Meyer (Vertragsende; Ziel unbekannt) - Nico Ochojski (Eintracht Frankfurt II) - Kai Pröger (VfL Osnabrück) - Christian Schmidt (SGV Freiberg) - Anssi Suhonen (Hamburger SV; Leihende) - Christian Viet (MSV Duisburg) |
| nach Saisonbeginn | |
| - Adrian Fein (SV Waldhof Mannheim) | |

## Nachwuchs

### U21
| Saison | Liga             | Klasse | Platz | Tore  | Punkte | Ergebnis |
| --- | ---------------- | ------ | ----- | ----- | ------ | -------- |
| 2002/03 | Bayernliga       | IV     | 11.   | 58:63 | 41     |          |
| 2003/04 1 | Bayernliga       | IV     | 8.    | 54:40 | 49     |          |
| 2004/05 | Bayernliga       | IV     | 8.    | 46:43 | 47     |          |
| 2005/06 | Bayernliga       | IV     | 13.   | 47:49 | 42     | 2        |
| 2006/07 | Landesliga Mitte | V      | 14.   | 47:47 | 49     |          |
| 2007/08 | Landesliga Mitte | V      | 8.    | 50:52 | 47     |          |
| 2008/09 | Landesliga Mitte | VI 3   | 11.   | 61:52 | 44     |          |
| 2009/10 | Landesliga Mitte | VI     | 3.    | 64:33 | 62     |          |
| 2010/11 | Landesliga Mitte | VI     | 2.    | 86:39 | 69     |          |
| 2011/12 | Landesliga Mitte | VI     | 3.    | 90:33 | 74     | Aufstieg |
| 2012/13 | Bayernliga Süd   | V      | 5.    | 56:46 | 54     |          |
| 2013/14 | Bayernliga Nord  | V      | 7.    | 65:41 | 53     |          |
| 2014/15 | Bayernliga Nord  | V      | 6.    | 71:54 | 59     |          |
| 2015/16 | Bayernliga Nord  | V      | 13.   | 47:49 | 38     |          |
| 2016/17 | Bayernliga Süd   | V      | 16.   | 53:56 | 33     | Abstieg  |
| 2017/18 | Landesliga Mitte | VI     | 1.    | 90:36 | 77     | Aufstieg |
| 2018/19 | Bayernliga Süd   | V      | 3.    | 69:48 | 53     |          |
| 2019–21 4 | Bayernliga Süd   | V      | 12.   | 51:60 | 31     |          |
| 2021/22 | Bayernliga Süd   | V      | 4.    | 66:44 | 64     |          |
| 2022/23 | Bayernliga Nord  | V      | 8.    | 73:61 | 47     |          |
| 2023/24 | Bayernliga Nord  | V      | 12.   | 69:61 | 52     |          |
| 2024/25 | Bayernliga Nord  | V      | 13.   | 48:51 | 41     |          |
| 1 Als SSV Jahn Regensburg Amateure2 Zwangsabstieg, da die erste Mannschaft von der Regionalliga in die Bayernliga abstieg3 Herabstufung der Klasse wegen Einführung der 3. Liga4 Unterbrechung, Verlängerung und anschließender Abbruch der Saison aufgrund der COVID-19-Pandemie |                  |        |       |       |        |          |

Die U21 des SSV Jahn wird von Christoph Jank trainiert und spielt derzeit in der Bayernliga. Ihre Spiele trägt die U21 des Jahn im Sportpark Kaulbachweg aus. Die zweite Mannschaft des SSV Jahn wurde 2002 wiedergegründet: Nach dem Anschluss der SG Post/Süd Regensburg übernahm der SSV Jahn Regensburg II das Spielrecht der Post/Süd in der Bayernliga.

### Jugend
Der SSV Jahn betrieb lange Zeit ein eigenes Sportinternat, welches allerdings in der Spielzeit 2007/08 aus finanziellen Gründen geschlossen werden musste. Die größten Erfolge konnte man feiern, als die A-Junioren zur Saison 2005/06 erstmals in der A-Junioren-Bundesliga spielen konnten. Auch zuletzt stiegen diverse Jugendmannschaften immer wieder in die höchsten Spielklassen auf – zuletzt spielten die B-Junioren in der U-17-Bundesliga.
In den Pfingstferien 2011 wurde die Fußballschule SSV Jahn Regensburg ins Leben gerufen. Sie findet nun regelmäßig in den Oster-, Pfingst-, Sommer- und Herbstferien für Kinder von 6 bis 14 Jahren statt.

### Soziales Engagement
Der Jahn engagiert sich für das Projekt Bananenflankenliga e. V., welches geistig behinderten Kindern und Jugendlichen die Möglichkeit gibt, unterstützt durch professionelle Betreuung, gemeinsam Fußballspiele auszutragen.

## Stadien und Trainingsstätten

### Jahnstadion

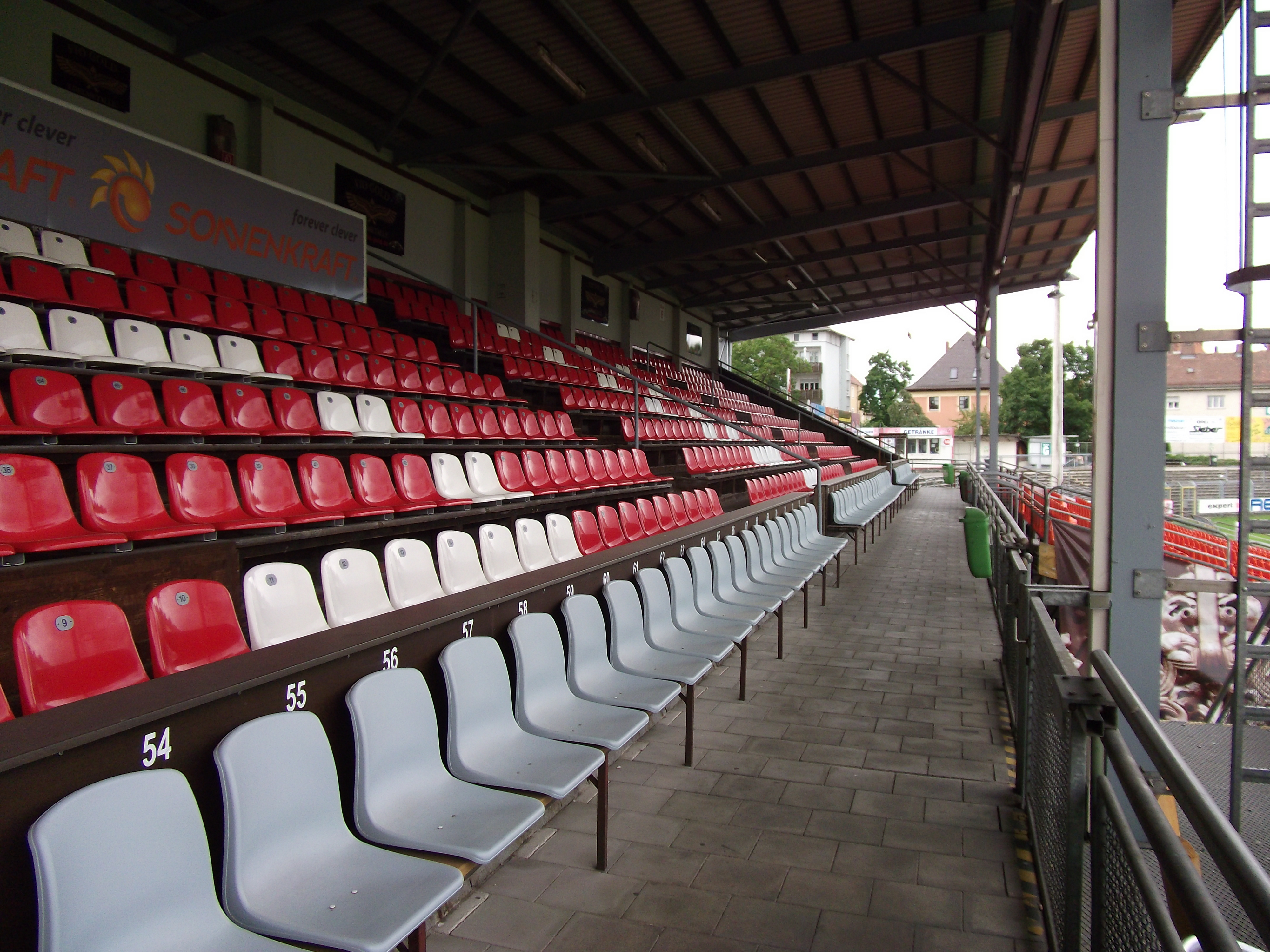
Die Haupttribüne, noch fast im Originalzustand von 1931

Ab 1926 trug der Jahn seine Heimspiele im Jahnstadion aus, das mit einer Kapazität von 12.500 Plätzen (davon 3.200 Sitzplätze) das größte Stadion der Stadt war. Zuvor spielten die Jahn-Fußballer auf diversen Plätzen im Stadtpark oder auf dem Sportplatz der damaligen Oberrealschule (heute: Goethe-Gymnasium), nur wenige Meter vom heutigen Stadion entfernt. Von 1912 bis 1923 war ein Sportplatz an der Dechbettener Straße Heimat des Vereins. Im Zuge der Reinlichen Scheidung und der Verselbständigung der Fußballer und der Leichtathleten als SB Jahn Regensburg, mussten sich die Rot-Weißen erneut eine neue Bleibe suchen. Ein Standort am Oberen Wöhrd sowie das Gelände des 1. FC Regensburg waren für kurze Zeit Spielstätte. 1926 schließlich pachtete der Verein das Gelände an der Prüfeninger Straße, den Jahn-Platz, der am 19. September mit einem 7:0-Sieg über den 1. FC Passau offiziell eingeweiht wurde. 1931 wurde die erste Tribüne gebaut, damals eine der modernsten ihrer Art, die sich bis zuletzt fast vollständig im Originalzustand befand. 1949 wurde das Stadion erstmals erweitert und saniert, um das Spielfeld herum wurden Stehplatzränge errichtet. Auch der „Turm“ entstand, eine analoge Spielstandanzeige mit Uhr auf der Gegengeraden – der Bereich, in dem die Fans standen.
Bei Olympia 1972 war das Jahnstadion neben dem Olympiastadion in München, dem Frankenstadion in Nürnberg, dem ESV-Stadion in Ingolstadt, dem Dreiflüssestadion in Passau und dem Rosenaustadion in Augsburg einer der Austragungsorte des olympischen Fußballturniers. In der Domstadt fanden vier Gruppen- und zwei Zwischenrundenspiele statt, unter anderem waren Titelverteidiger Ungarn, der spätere Olympiasieger Polen, die UdSSR und Brasilien im „Wohnzimmer“ des SSV Jahn zu Gast.
1987 wurde das Jahnstadion an die Stadt Regensburg verkauft. Mit mehreren Sanierungen (1987) und Erweiterungen (2003, 2008, 2012) versuchte man, das Jahnstadion stets auf einem modernen, wettbewerbsfähigen Level zu halten und so gut es ging an die jeweiligen Ligaanforderungen anzupassen. Allerdings konnte es den hohen Anforderungen zuletzt kaum noch gerecht werden; es entsprach in seinem baufälligen Zustand und mit Dixie-Klos ausgestattet nicht mehr dem erforderlichen Standard. Das neue Stadion, das Jahnstadion Regensburg, wurde im Sommer 2015 eröffnet. Das alte Jahnstadion wurde abgerissen. An Stelle des Stadions befindet sich heute eine Grundschule.

### Jahnstadion Regensburg

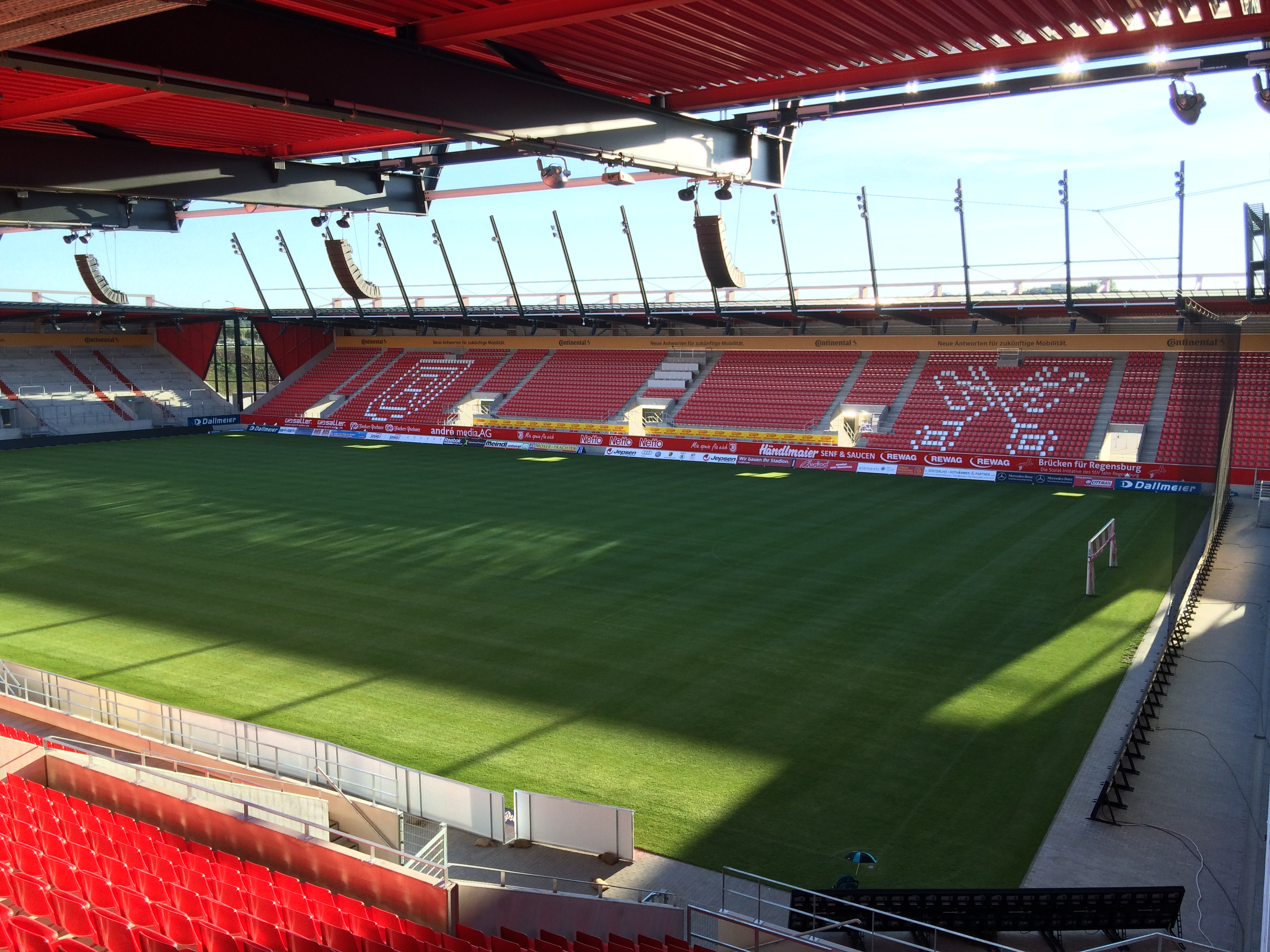
Das Jahnstadion Regensburg im August 2015

Schon in den 1980er Jahren hatte man in Regensburg die Idee eines Neubaus, die aufgrund fehlender finanzieller Mittel aber nie verwirklicht wurde. Als der Jahn in der Saison 2003/04 in der 2. Bundesliga spielte, hatte man bereits konkretere Pläne für ein neues Stadion, die den Innsbrucker Tivoli zum Vorbild hatten. Diese wurden nach dem sofortigen Wiederabstieg und dem Fall in die Bayernliga allerdings wieder verworfen. Zu Beginn der Saison 2007/08 wurde die Stadiondiskussion in Regensburg neu entfacht, da der Jahn überraschend gut in die neue Spielzeit gestartet war. Die führenden Parteien der Stadt erklärten die Qualifikation für die 3. Liga zur Voraussetzung. Als der Jahn sich drei Jahre lang in dieser hatte halten können, beschloss der Regensburger Stadtrat am 28. Juli 2011 schließlich den Bau der Arena. Das neue Stadion entstand ab Januar 2014 südlich der A3 im Stadtteil Oberisling und bietet Platz für 15.210 Zuschauer. Am 10. Juli 2015 wurde es im Rahmen eines Testspiels gegen den FC Augsburg vor 14.780 Zuschauern eröffnet. Das Spiel endete 1:3 zu Gunsten der Gäste.
Beim 4:3-Heimsieg des SSV Jahn gegen den FC Amberg am 14. August 2015 wurde im Jahnstadion Regensburg mit 12.689 Zuschauern ein neuer Rekord für die Regionalliga Bayern aufgestellt, der beim 1:1 gegen die Zweitvertretung des FC Bayern München nochmal überboten werden konnte.
Auch Nationalmannschaften gastierten bereits im neuen Stadion, die U-21-Nationalmannschaft der Herren trug hier ein EM-Qualifikationsspiel aus, die Frauennationalelf zwei Freundschaftsspiele.
Zudem diente das Stadionareal als Veranstaltungsort für Konzerte einiger bundesweit bekannter Interpreten.

### Sportpark Kaulbachweg
Das Trainingsgelände von Jahn Regensburg ist seit 2002 der Sportpark Kaulbachweg im Stadtteil Kumpfmühl, das sich im Eigentum der Stadt Regensburg befindliche Gelände, teilt sich der SSV Jahn mit der SG Post/Süd Regensburg. Zur Anlage gehören unter anderem ein Stadion (Kapazität 7.000), in dem die Jugendmannschaften ab der U23 ihre Spiele austragen, sowie drei Trainingsplätze. Davor trainierte der SSV Jahn seit 1965 (als der Nebenplatz des Jahnstadions weichen musste) am Sportgelände am Weinweg, gleich neben der Anlage des Freien TuS.

## Fanszene
Die Fanszene des SSV Jahn organisierte sich zum neuen Jahrtausend neu. Die Ultras Regensburg, anfangs noch als Untergruppe im Fanklub Ratisbona Fanatica, bilden dabei den Kern der Regensburger Ultra-Bewegung. Der Fanblock im alten Jahnstadion befand sich nicht wie in den meisten anderen Stadien in einer Kurve, sondern auf der Gegengeraden, am sogenannten „Turm“ – einem Bauwerk, das eine Uhr und eine analoge Spielstandanzeige enthält. Seit der Eröffnung des neuen Stadions befindet sich der Fanblock, wie in den meisten deutschen Stadien auch, hinter dem Tor. Die Tribüne, die für die Fans der Heimmannschaft 5264 Stehplätze bietet, ist in drei Blöcke unterteilt und wurde nach dem deutschen Nationalspieler Hans Jakob benannt. Derzeit sind beim Jahn 22 Fanclubs offiziell gelistet.

### Rivalitäten und Fanfreundschaften
Gewisse Rivalitäten haben die Fans des SSV Jahn mit einigen regionalen Konkurrenten wie der SpVgg Unterhaching oder dem FC Ingolstadt 04. Letztere verstärkte sich in den letzten Jahren etwas, da die beiden Vereine in der zweiten und dritten Liga öfter aufeinander trafen, und wird von der regionalen und überregionalen Medienlandschaft gerne als Donauderby bezeichnet. Teile des Regensburger Anhangs lehnen die Bezeichnung als Derby im Falle des FCI jedoch auch ab, da die Schanzer aus ihrer Sicht ein allein von Audi abhängiger Retortenverein und bei allem sportlichen Erfolg und einer definitiv bestehenden gegenseitigen Abneigung der jeweiligen Fanlager kein richtiger Rivale sind. Die größte Rivalität jedoch verbinden sie mit den Fans des Wacker Burghausen. Für viele Anhänger ist das Ostbayern-Derby zur Ermittlung der Nummer eins in Ostbayern der Saisonhöhepunkt. Allerdings wurde das Duell zuletzt in der Saison 2015/16 ausgetragen, da die beiden Vereine seitdem stets mindestens eine Liga getrennt waren.
Eine gewisse Abneigung zwischen Regensburger und Augsburger Fans entzündete sich im Jahr 2005, als der Jahn den Schwaben am letzten Spieltag den Aufstieg verdarb, und kochte im Sommer 2012 aufgrund einiger Personalwechsel kurzzeitig wieder hoch; hat sich aber inzwischen gelegt.
Die Ultras Regensburg haben national eine Fanfreundschaft zu den Blauen Bombern, einer Ultra-Gruppe der Stuttgarter Kickers. Außerdem bestehen freundschaftliche Kontakte zu den Fangruppierungen des österreichischen Bundesligisten FC Blau-Weiß Linz. Mitglieder der organisierten Fanszene der drei Vereine besuchen sich regelmäßig gegenseitig zu Spielen und stehen in regem Austausch.
Die Beziehungen zu den drei großen Nachbarn mit überregionaler Strahlkraft, dem FC Bayern, dem TSV 1860 und dem 1. FC Nürnberg, gelten als unbelastet und neutral bis wohlwollend; nicht wenige Besucher des Jahnstadions drücken in der ersten Liga oder der Champions League den Bayern die Daumen.

## Ausrüster, Sponsoren und Geldgeber

### Anteile an der GmbH
Der SSV Jahn Regensburg e. V. besitzt 90 % der Aktien der SSV Jahn Regensburg GmbH & Co. KGaA. 10 % der Aktien werden von diversen Investoren gehalten, darunter der ehemalige Sportchef und Geschäftsführer Franz Gerber sowie dessen Bruder Josef.
Die Global Sports Invest AG mit dem Vorstand Philipp Schober besaß in dem Zeitraum von Juni bis Oktober 2017 90 % der Aktien des Vereins. Schober erwarb die Anteile von Volker Tretzel, der mit seinem Immobilienunternehmen BTT Bauteam Tretzel GmbH seit 2005 Investor war. Nach größeren Fan-Protesten verkaufte Schober seine Anteile an Tretzel zurück und machte so einen Kauf der Anteile seitens des SSV Jahn Regensburg möglich.

### Sponsoring
| Zeitraum  | Ausrüster | Hauptsponsor                | Branche                  |
| --------- | --------- | --------------------------- | ------------------------ |
| 2000–2001 | Adidas    | Bischofshof                 | Brauerei                 |
| 2001–2003 | Erreà     | MATT Optik                  | Optik-Fachgeschäft       |
| 2003–2006 | Hummel    | Vatro                       | Gebäudesanierung         |
| 2006–2008 | Jako      | Rhino’s                     | Energy-Drink             |
| 2008–2011 | Jako      | Südfinanz AG / UNITIS Group | Finanzdienstleistungen   |
| 2011–2012 | Jako      | FG.de                       | Erneuerbare Energien     |
| 2012–2015 | Saller    | Händlmaier                  | Senfherstellung          |
| 2015–2023 | Saller    | Netto                       | Lebensmitteleinzelhandel |
| Seit 2023 | Hummel    | Netto                       | Lebensmitteleinzelhandel |

### Spendenaffäre 2017
Im Jahr 2005 stand der SSV Jahn Regensburg vor der Insolvenz. Der Regensburger Bauunternehmer Volker Tretzel rettete den Verein auf Bitten des damaligen Oberbürgermeisters Hans Schaidinger mit einer Finanzspritze vor dem Konkurs. Seitdem half er dem Jahn immer wieder bei finanziellen Engpässen aus. Zuletzt war Tretzel mit über sieben Millionen Euro Stammkapital und 90 % der Aktien Hauptanteilseigner der SSV Jahn Regensburg GmbH & Co. KGaA gewesen und soll seit 2005 insgesamt zwölf Millionen Euro investiert haben. 2016 kam im Zuge der Parteispendenaffäre um Oberbürgermeister Joachim Wolbergs der Vorwurf auf, dass Tretzel den SSV Jahn nur unterstützt, weil er dadurch von der Stadtspitze bei großen Bauaufträgen bevorzugt würde. So ging es unter anderem um das Areal der ehemaligen Nibelungenkaserne, das im Oktober 2014 an Tretzel ging. Zwei Monate später zahlte der Unternehmer dem Verein 1,2 Millionen Euro, um den Klassenerhalt in der 3. Liga zu sichern. Volker Tretzel und Joachim Wolbergs, der zeitgleich Aufsichtsratsvorsitzender des Vereins ist, kamen im Januar 2017 mehrere Wochen in Untersuchungshaft. Nach der Entlassung verkaufte Tretzel seine Anteile am Verein zeitweise an die Global Sports Invest AG, im Oktober 2017 schließlich an den Verein.

## Mutterverein
Der Sport- und Schwimmverein Jahn 1889 Regensburg e. V., von dem sich die Fußballer im Jahr 2000 lösten, hat heute 600 Mitglieder in acht Abteilungen: Boxen, Futsal, Handball, Kegeln, Kendo, Leichtathletik, Schwimmen und Turnen. Früher gab es noch jeweils eine Schwerathletik-, Frauensport-, Faustball-, Schach- und Wanderabteilung.

### Boxen
Schon vor dem Zweiten Weltkrieg gab es eine Boxabteilung beim Jahn, die nach Kriegsende wieder aufgebaut wurde und im Laufe der Jahre mehrere deutsche Meisterschaften hervorbrachte. Ende der 1970er Jahre hatten die Boxer sogar mehr Zuschauer als die Fußballer.

### Futsal
| 2015/16 | Bayernliga       | II | 1. | 59:16  | 16 |                   |
| 2016/17 | Regionalliga Süd | I  | 1. | 202:45 | 54 | Deutscher Meister |
| 2017/18 | Regionalliga Süd | I  | 2. | 133:30 | 46 | Achtelfinale      |
| 2018/19 | Regionalliga Süd | I  | 2. | 117:37 | 46 | Achtelfinale      |
| 2019/20 1 | Regionalliga Süd | I  | 2. | 84:61  | 30 | Finale            |
| 2020/21 2 | Regionalliga Süd | I  | 7. | 17:10  | 4  |                   |
| 2021/22 | Regionalliga Süd | II | 1. | 183:32 | 49 |                   |
| 2022/23 | Bundesliga       | I  | 4. | 64:53  | 35 | Deutscher Meister |
| 2023/24 | Bundesliga       | I  | 6. | 66:59  | 28 | Halbfinale        |
| 1 Die Saison 2019/20 wurde aufgrund der COVID-19-Pandemie im März 2020 abgebrochen. Die Tabelle wurde nach 15 von 18 Spieltagen gewertet, ehe im August 2020 in die Endrunde um die deutsche Meisterschaft gestartet wurde. |                  |    |    |        |    |                   |
| 2 Die Saison 2020/21 wurde ebenfalls aufgrund der COVID-19-Pandemie nach nur drei Spieltagen abgebrochen. |                  |    |    |        |    |                   |

2015 wurde die Futsalabteilung gegründet. Abteilungsleiter und -gründer Oliver Vogel brachte die Idee mit aus Australien, wo er selbst jahrelang Futsal spielte und drei Teams betreute. Die Jahn-Futsaler starteten in der Bayernliga, wo sie mit fünf Siegen in sechs Spielen bei nur einem Unentschieden direkt Meister wurden und sich anschließend in der Endrunde den Aufstieg in die erstklassige Regionalliga Süd sicherten: Im Halbfinale wurde der Futsal-Club Regensburg mit zwei Siegen bezwungen, im Finale schaffte das Team von Spielertrainer Lucas Kruel mit einem 10:4-Hinspielsieg und einer 1:2-Niederlage im Rückspiel gegen den USC Bayreuth den Aufstieg.
In der Saison 2016/17 trat der SSV Jahn in der Regionalliga an und wurde mit 18 Siegen in 18 Spielen Staffelsieger. In der Endrunde setzte er sich gegen Holzpfosten Schwerte, Titelverteidiger Hamburg Panthers und im Endspiel gegen den VfL 05 Hohenstein-Ernstthal durch und wurde so nur zwei Jahre nach der Gründung Deutscher Meister. Nach der Meisterschaft spielte der SSV Jahn im UEFA-Futsal-Pokal. Er überstand dabei die Vorrunde und schied in der Hauptrunde aus. In den folgenden Regionalliga-Spielzeiten 2017/18 und 2018/19 wurden die Jahn-Futsaler jeweils zweiter hinter dem TSV Weilimdorf und kamen in der Endrunde um die deutsche Meisterschaft jeweils unter die letzten zehn. Nach der aufgrund der COVID-19-Pandemie drei Spieltage vor Schluss beendeten Saison 2019/20 nahm der SSV als Zweiter der Regionalliga Süd erneut an der Endrunde zur deutschen Meisterschaft teil und wurde Vizemeister, im Endspiel scheiterten die Regensburger an Hohenstein-Ernstthal. Der SSV stellte bei der Endrunde mit Alexander Günter, der zugleich aktueller deutscher Futsalnationalspieler ist, den Torschützenkönig mit acht Turniertoren. Nachdem die Saison 2020/21 aufgrund der Pandemie ebenfalls hatte abgebrochen werden müssen, standen die Jahn Futsaler nach nur drei Spielen auf Rang 7 und verpassten damit die Qualifikation für die Gründungssaison der Futsal-Bundesliga.
In der Saison 2021/22 sicherte sich der SSV Jahn mit 16 Siegen in 18 Spielen den Meistertitel und damit nach 2017 seine zweite Meisterschaft in der Futsal-Regionalliga Süd. Als Meister qualifizierte sich der SSV Jahn für die Relegation zur Futsal-Bundesliga. Dort setzte sich der SSV Jahn in der Relegaionsgruppe 1 in vier Spielen in Hin- und Rückspielen gegen die Futsal Panthers Köln (Meister der Futsal-Regionalliga West) und FC Beach United (Meister der Futsal-Regionalliga Nordost) mit vier Siegen bei 27:6 Toren durch und sicherte sich damit den Aufstieg in die Futsal-Bundesliga zur Saison 2022/2023. Dort qualifizierten sich die Oberpfälzer mit dem 4. Platz für die Meisterschafts-Playoffs. Über die Gegner HSV-Panthers und den Titelverteidiger Stuttgarter Futsal Club gelangte Jahn Regensburg Futsal zum dritten Mal in seiner Geschichte ins Endspiel, zum dritten Mal nach 2017 und 2020 hieß der Gegner HOT 05 Futsal. Dort gewannen sie 4:0 und wurden zum zweiten Mal Deutscher Meister.

#### Erfolge
- Deutscher Meister: 2017, 2023
- Deutscher Vizemeister: 2020

### Handball
Die Handballabteilung wurde 1921 gegründet, zunächst wurde auf dem Großfeld gespielt. 1941 kam die (erfolgreichere) Damenmannschaft hinzu. Ab 1953 wurde beim Jahn auch in der Halle gespielt, zum Teil in der erstklassigen Oberliga. Nach und nach gingen die Erfolge zurück, auch eine Spielgemeinschaft HG Jahn/Nord scheiterte. 2012 wurden alle Mannschaften vom Spielbetrieb abgemeldet, aktuell wird am Wiederaufbau des Spielbetriebs gearbeitet.

### Kegeln
Im Rahmen der Erweiterung des Jahnstadions 1949 wurde auch eine Kegelbahn gebaut, die entsprechende Kegelabteilung beim Jahn wurde 1950 gegründet. Nach anfänglichem Zulauf ging es in den 1980er Jahren immer weiter nach unten, der Spielbetrieb wurde zu Beginn der 2000er Jahre eingestellt. Aktuell wird lediglich auf Freizeitbasis gekegelt.

### Kendo
Die Kendoabteilung wurde 1990 gegründet. Die Sportler erreichen immer wieder bayernweite Erfolge. Viermal war der SSV Jahn 1889 Ausrichter der bayerischen Kendomeisterschaften.

### Leichtathletik
Die Leichtathletikabteilung existierte bereits im Turnerbund Jahn und wechselte 1924 zusammen mit den Fußballern in den Sportbund beziehungsweise 1933 in den SSV Jahn 1889. Nach dem Zweiten Weltkrieg wurde die Abteilung wieder aufgebaut. Seit 1970 starten die Jahn-Leichtathleten unter dem Dach der LG Telis Finanz Regensburg. Eine der erfolgreichsten Athletinnen des Jahn ist unter anderem Olympiateilnehmerin Corinna Harrer.

### Schwimmen
Die Schwimmabteilung ging 1934 aus dem Schwimmverein in den SSV Jahn über. Über die Jahre ging der Sportbetrieb wegen besserer Trainingsbedingungen anderer Vereine zurück, heute gibt es lediglich Freizeit-Schwimmbetrieb für Mitglieder. Das Vereinsgelände gibt der Jahninsel am Oberer Wöhrd ihren Namen.

### Turnen
Die älteste Abteilung im SSV Jahn 1889 ist die Turnabteilung, die Keimzelle des Wurzelvereins Turnerbund Jahn Regensburg, die zeitweise hinter den Fußballern die größte Abteilung war. Nach dem Zweiten Weltkrieg konzentrierten sich die Turner auf den Breitensport sowie Frauenturnen.